# Милиция

Страны, в которых гражданскую полицию когда-то называли милицией
Страны, в которых гражданская полиция теперь называется милицией

Мили́ция (от лат. militia — «воинство», «служба», «ополчение» из лат. miles — «воин», milites — воины от латинского же mille — «тысяча») — название:
- различных парамилитарных организаций, созданных, в частности, для защиты предприятий и транспортных коммуникаций от противоправных посягательств и пожаров, поддержания порядка при массовых мероприятиях, предупреждения и пресечения правонарушений на соответствующих территориях;
- государственных специализированных штатных органов охраны правопорядка и законности (эквивалент полиции):
  - в России — сначала в Российской республике, после Октябрьской социалистической революции — в РСФСР и Российском государстве[2];
  - в СССР и пяти социалистических странах: Болгарии, Польше, Румынии, Югославии и Монголии;
  - в Италии — после Первой Мировой войны и до конца Второй Мировой войны. Организована Бенито Муссолини.
  - после распада СССР и Социалистического блока:
    - до 1989 — в Румынии
    - до 1990 — в Польше
    - до 1991 — в Болгарии
    - до 1992 — в Грузии, Азербайджане, Молдове, Эстонии, Латвии, Литве, Монголии
    - до 1997 — в Югославии
    - до 1998 — в Казахстане, Туркменистане
    - до 2001 — в Армении
    - до 2011 — в России
    - до 2015 — на Украине
    - до 2019 — в Узбекистане
    - в настоящее время — в Беларуси, Кыргызстане, Таджикистане, Приднестровье, Абхазии и Южной Осетии. В Сербии с 2019 года существует муниципальная милиция.

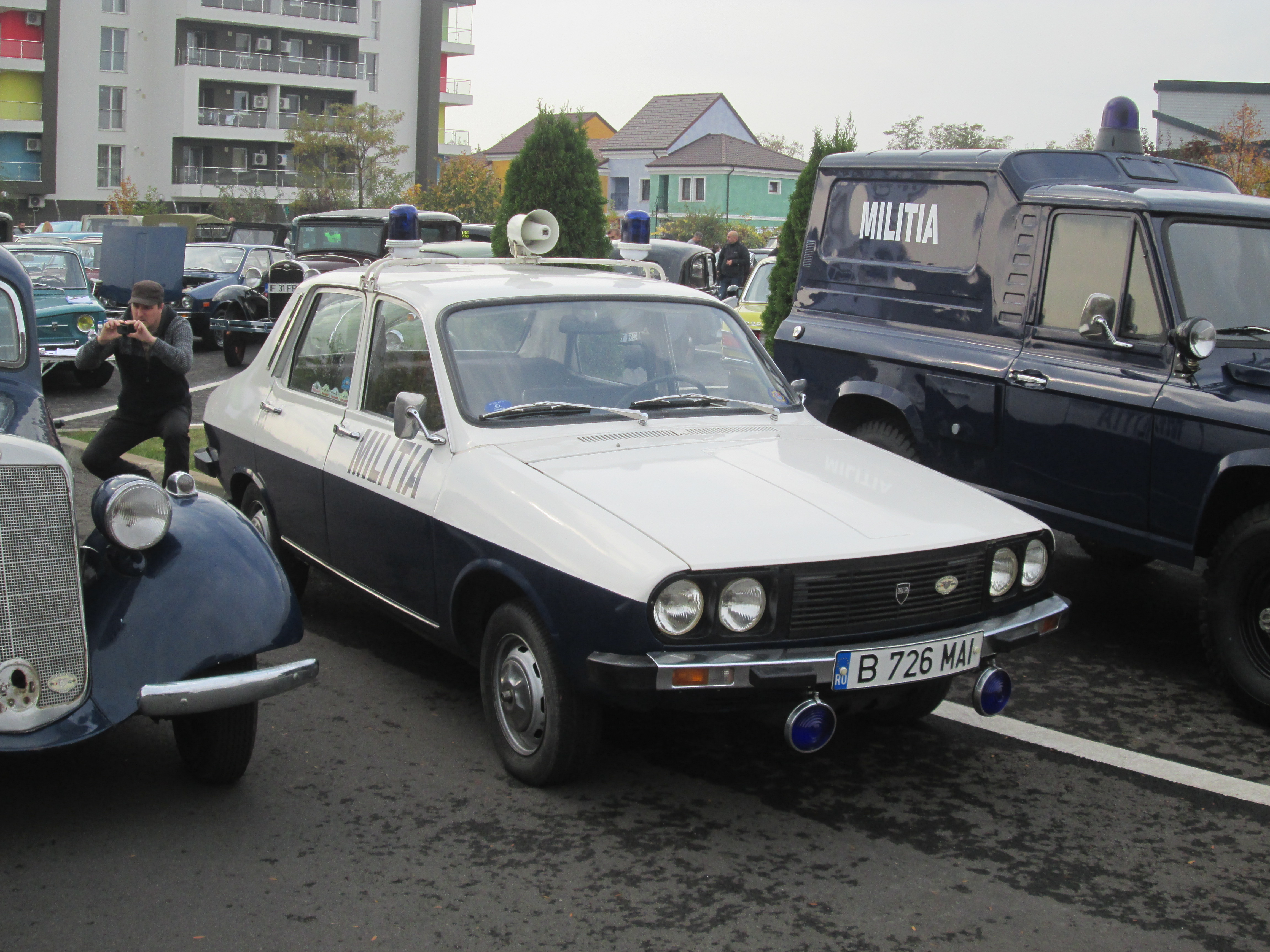
Автомобиль румынской милиции Dacia 1310 1982 года

Основные функции милиции — поддержание признаков государства, защита прав граждан и общества. Милиция представляет собой систему государственных органов исполнительной власти, выполняющих функции общественного порядка и стабильности в стране, области, регионе. Сотрудников милиции называют милиционерами.

## Наименование
В Новое время словом милиция было принято обозначать (и в этом значении оно используется в большинстве государств и стран мира) нерегулярные вооружённые организации, используемые как для военных целей, так и для поддержания общественного порядка, создаваемые из местного населения, часто на добровольной основе (ополчение), и не входящие в состав системы государственных регулярных военных и правоохранительных органов (см. Милиция (ополчение)). Само Новое время, согласно принятой многими историками схеме, началось отказом короля Англии подписать «Билль о милиции», согласно которому он лишался права быть её верховным главнокомандующим, и решимость Палаты общин не изменять билль не позволяла сторонам гражданской войны заключить мир.
Первоначально латинское слово «militis» означало «военный» от «mille» — «тысяча», «легион». Но христиане не должны были убивать. Солдат-христианин был вправе выполнять лишь полицейские функции согласно посланию первоверховного апостола Павла: «Начальник есть Божий слуга, тебе на добро. Если же делаешь зло, бойся, ибо он не напрасно носит меч…» (Рим. 13:4). Даже Мартин Турский отказался выполнять обязанность сражаться в военное время с врагами, так как христианин мечом сражается только с преступниками, а к противнику выходит с крестом и предпочтёт сам быть убитым, нежели убить. Из уважения к убеждениям христиан первоначально милиция была создана ещё Константином Великим в Римской империи.
Но после того, как благодаря Амвросию Медиоланскому христианство стало государственной религией, крестник Амвросия Блаженный Августин в своей «Исповеди» назвал самого апостола Павла (Савла) воином (militiam), подчинившего Христу проконсула Павла и взявшего себе его имя. Блаженный Августин сформулировал также условия ведения боевых действий милицией. Для этого война должна была быть справедливой, а милиционер должен соблюдать этический кодекс: обнажать меч только по приказу, любить и исправлять врагов своих, не устраивать резню, грабежи и поджоги. С крестом вместо меча в справедливой войне имели право выступать только духовные лица. Жизнь христианина — это служба в милиции (Бога). «Militia est vita hominis super terram, et sicut dies mercenarii dies eius», не определено ли человеку время (службы в милиции) на земле, и дни его не те же ли, что дни наёмника? (Иов. 7:1). Поэтому монашеские ордена Запада, в том числе и не вооружённые, также назывались «Милиция Христова».
Термин «милиция» в значении «органы охраны общественного порядка, замещающие полицию», был возрождён в описании газетами Парижской коммуны 1871 года, ликвидировавшей префектуру полиции и возложившей обязанности обеспечения порядка и безопасности граждан на резервные батальоны Национальной гвардии. Карл Маркс выписал из газеты важнейшее решение Коммуны, намеченное Центральным комитетом национальной гвардии в его воззвании от 22 марта: «Впервые после 4 сентября республика освобождена от правительства своих врагов…, в городе — национальная милиция, защищающая граждан от власти, вместо постоянной армии, которая защищает власть от граждан». Газета назвала национальную гвардию милицией.
В Российской империи отряды милиции (ополчения) были сформированы:
- в начале XVIII века Петром I;
- в конце 1806 года, во время русско-прусско-французской войны 1806−1807 годов, после неудач в войне с Наполеоном и в связи с угрозой вторжения наполеоновских войск в пределы Российской империи, когда из государственных и помещичьих крестьян и дворян (в качестве офицеров) было сформировано называвшееся земской милицией ополчение (земское войско, ополченное войско) численностью 612 тыс. человек, распущенное после заключения Тильзитского мира;
- в конце XIX−начале XX вв. (до 1916 года) на Кавказе и в Закаспийской области — небольшие (от 170 до 1200 чел.) части нерегулярных постоянных войск, названные постоянной милицией, созданные на добровольческой основе из населения некоторых народностей, «не обязанных военной службой» и предназначенные, преимущественно, для несения местной (полицейской, охранной и конвойной) службы.

Термин «милиция» использовался также «для обозначения обывательских дружин, формируемых для несения полицейской службы и охранения порядка в тех случаях, когда правительственная власть силою обстоятельств (народное волнение, эвакуация в виду наступления неприятеля) лишается возможности правильно отправлять свои функции».
Поэтому в условиях народных волнений и роспуска полиции явочным порядком в ходе Февральской революции 1917 года создание милиции было легитимным, но в условиях двоевластия были созданы милиция Комитета военно-технической помощи («студенческая», так как к солдатам этой милиции были прикреплены студенты), милиция городской думы Петрограда и рабочая милиция Советов. В России в ходе Февральской революции (1917) Временное правительство упразднило Департамент полиции и провозгласило замену полиции вначале «общественной полицией», а затем «народной милицией с выборным начальством, подчинённым органам местного самоуправления». Прообразом этой народной милиции стала народная милиция Петрограда, образованная решением Петроградского совета от 7 марта 1917 года об объединении «студенческой», «городской» и рабочей милиции. Правовой основой государственной народной милиции на содержании органов местного самоуправления стали постановление Временного правительства от 30 (17 по старому стилю) апреля 1917 г. «Об учреждении милиции» и «Временное положение о милиции». Однако в полной мере эти решения реализованы не были. Постановление Временного правительства России от 17 апреля 1917 года заменило после Февральской революции «царскую» полицию милицией, занятой именно охраной порядка, а не защитой власти (в том числе, с помощью преступлений). Смысл переименования заключался не только в легитимности милиции в условиях роспуска полиции, но и в стремлении избавиться от определения де Кюстина русской полиции как ведомства, занятого сокрытием преступлений вместо их профилактики и расследования, и в возвращении к раннехристианскому определению милиции как полицейской службы военных (рыцарей), ведущих войну с преступностью, никогда не способствующих преступникам («не крышующих» преступную деятельность), хотя и любящих и исправляющих их (первыми милиционерами 28 февраля по старому стилю 1917 года стали именно солдаты, к каждому десятку которых был прикреплён знающий Петроград студент), и в признании факта, что полицейское право должно проводиться в жизнь не закрытой кастой — полицией — а всем народом.
В дальнейшем термин «милиция» был использован в названии Рабоче-крестьянской милиции (РКМ). Основы РКМ были заложены постановлением НКВД РСФСР от 10 ноября (28 октября по ст. ст.) 1917 года «О рабочей милиции». Термин впоследствии распространился на территории и страны, попавшие в сферу влияния СССР.
После распада СССР и всей социалистической системы многие бывшие социалистические страны, бывшие республики СССР и непризнанные государства на территории бывшего СССР переименовали милицию в полицию. В некоторых странах милиция сохраняется. Известно, что во всех этих странах коммунистические партии голосовали против переименования. В 1991 году в СССР также проходил чтения закон о переименовании милиции в полицию, но тогда этот закон не прошёл в парламенте. Таким образом, в России милиции продлили жизнь ещё на 20 лет.
В 2010 году о переименовании милиции в полицию шла речь в Абхазии и Киргизии, однако до настоящего времени такое переименование не осуществлено ни там, ни там.
С другой стороны, в 2019 году в Сербии муниципальная полиция была переименована в муниципальную милицию.

## История

### Милиция в Российской империи (до 1918 года)

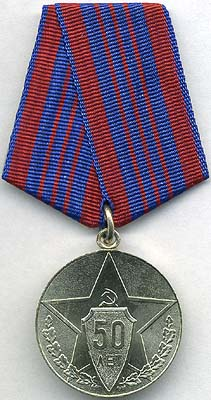
Юбилейная медаль «50 лет советской милиции»

Термин «милиция» начали употреблять ещё в Российской империи. Так стали называть поселённые войска на засечных линиях. Впервые термин «ландмилиция» использовался Петром I в 1709 году, в 1713 году ландмилиция была упорядочена и реорганизована для более эффективной защиты от Крымского ханства. Из ландмилиции был сформирован лейб-гвардии Измайловский полк. C 1727 года стала именоваться Украинской ландмилицией, существовала до 1763 года, когда была преобразована в обыкновенные полки, но многие однодворцы при её расформировании получили потомственное дворянство. Закамская ландмилиция учреждена Анной Ивановной в 1736 году для защиты от казахов и башкир Оренбургского края. Она существовала до 1796 года. Сибирская ландмилиция на южной границе Сибири существовала в 1761—1771 годах, Смоленская ландмилиция — с 1765 до 1775 годы. Ландмилиция также называлась земской милицией или просто милицией. В 1786 году впервые была сформирована милиция на Северном Кавказе. Во время наполеоновских войн термин «милиция» получил второе рождение: так стали называться народное ополчение и партизанские отряды, которые должны были действовать против армии Наполеона и османов, но были распущены после заключения Тильзитского мира. С тех времён и до нашего времени такие формирования принято называть просто ополчением, и только во время Кавказской войны милиционеры из местного населения помогали русским войскам.
Идея замены постоянной армии ополчением вооружённого народа — народной милицией — получила распространение и теоретическое обоснование в левых революционных кругах, в том числе в работах Ф. Энгельса. Во время Русской революции 1905 года было заявлено о необходимости создания народной милиции, состоящей из выбранных народом вооружённых людей. В. И. Ленин в 1917 году также обосновывал вопрос о создании милиции — как отрядов самообороны пролетариата:
Демократия есть форма государства, одна из его разновидностей. И, следовательно, она представляет собой, как и всякое государство, организованное, систематическое применение насилия к людям. Это с одной стороны. Но, с другой стороны, она означает формальное признание равенства между гражданами, равного права всех на определение устройства государства и управление им. А это, в свою очередь, связано с тем, что на известной ступени развития демократии она, во-первых, сплачивает революционный против капитализма класс — пролетариат и дает ему возможность разбить, сломать вдребезги, стереть с лица земли буржуазную, хотя бы и республикански-буржуазную, государственную машину, постоянную армию, полицию, чиновничество, заменить их более демократической, но все ещё государственной машиной в виде вооруженных рабочих масс, переходящих к поголовному участию народа в милиции.

### Милиция после Февральской революции 1917 года, в РСФСР и других советских республиках (1918—1924)
После Февральской революции 1917 года были ликвидированы Отдельный корпус жандармов и Департамент полиции (постановления Временного правительства от 6 марта 1917 года и от 10 марта 1917 года). Тогда же Петроградским советом была провозглашена замена полиции «народной милицией». В. И. Ленин, комментируя сообщения об этом зарубежных газет, пишет 11 марта 1917 года: 

«Полиция частью перебита, частью смещена в Питере и многих других местах. Гучковско-милюковское правительство не сможет ни восстановить монархии, ни вообще удержаться у власти, не восстановив полиции, как особой, отделённой от народа и противопоставленной ему, организации вооружённых людей, находящихся под командой буржуазии. Это ясно, как ясен ясный божий день.
С другой стороны, новое правительство должно считаться с революционным народом, кормить его полууступками и посулами, оттягивать время. Поэтому оно идёт на полумеру: оно учреждает „народную милицию“ с выборными властями (это звучит ужасно благовидно! ужасно демократически, революционно и красиво!) — но... но, во-1-х, ставит её под контроль, под начало земских и городских самоуправлений, то есть под начало помещиков и капиталистов, выбранных по законам Николая Кровавого и Столыпина-Вешателя!! Во-2-х, называя милицию „народной“, чтобы пустить „народу“ пыль в глаза, оно на деле не призывает народа поголовно к участию в этой милиции и не обязывает хозяев и капиталистов платить служащим и рабочим обычную плату за те часы и дни, которые они посвящают общественной службе, то есть милиции.
Вот где зарыта собака. Вот каким путём достигает помещичье и капиталистическое правительство Гучковых и Милюковых того, что „народная милиция“ остаётся на бумаге, а на деле восстановляется помаленьку, потихоньку буржуазная, противонародная милиция, сначала из „8000 студентов и профессоров“ (так описывают заграничные газеты теперешнюю питерскую милицию) — это явная игрушка! — потом постепенно из старой и новой полиции.
Не дать восстановить полиции! Не выпускать местных властей из своих рук! Создавать действительно общенародную, поголовно-всеобщую, руководимую пролетариатом, милицию! — вот задача дня, вот лозунг момента, одинаково отвечающий и правильно понятым интересам дальнейшей классовой борьбы, дальнейшего революционного движения, и демократическому инстинкту всякого рабочего, всякого крестьянина, всякого трудящегося и эксплуатируемого человека, который не может не ненавидеть полиции, стражников, урядников, команды помещиков и капиталистов над вооружёнными людьми, получающими власть над народом.
Какая полиция нужна им, Гучковым и Милюковым, помещикам и капиталистам? Такая же, какая была при царской монархии. Все буржуазные и буржуазно-демократические республики в мире завели у себя или восстановили у себя, после самых коротких революционных периодов, именно такую полицию, особую организацию отделенных от народа и противопоставленных ему вооружённых людей, подчиненных, так или иначе, буржуазии.
Какая милиция нужна нам, пролетариату, всем трудящимся? Действительно народная, то есть, во-первых, состоящая из всего поголовно населения, из всех взрослых граждан обоего пола, а во-вторых, соединяющая в себе функции народной армии с функциями полиции, с функциями главного и основного органа государственного порядка и государственного управления.
Чтобы сделать эти положения более наглядными, возьму чисто схематический пример. Нечего и говорить, что была бы нелепа мысль о составлении какого бы то ни было „плана“ пролетарской милиции: когда рабочие и весь народ настоящей массой возьмутся за дело практически, они во сто раз лучше разработают и обставят его, чем какие угодно теоретики. Я не предлагаю „плана“, я хочу только иллюстрировать свою мысль.
В Питере около 2 миллионов населения. Из них более половины имеет от 15 до 65 лет. Возьмем половину — 1 миллион. Откинем даже целую четверть на больных и т. п., не участвующих в данный момент в общественной службе по уважительным причинам. Остается 750 000 человек, которые, работая в милиции, допустим, 1 день из 15 (и продолжая получать за это время плату от хозяев), составили бы армию в 50 000 человек.
Вот какого типа „государство“ нам нужно!
Вот какая милиция была бы на деле, а не на словах только, „народной милицией“.
Вот каким путём должны мы идти к тому, чтобы нельзя было восстановить ни особой полиции, ни особой, отдельной от народа, армии.
Такая милиция, на 95 частей из 100, состояла бы из рабочих и крестьян, выражала бы действительно разум и волю, силу и власть огромного большинства народа. Такая милиция действительно бы вооружала и обучала военному делу поголовно весь народ, обеспечивая не по-гучковски, не по-милюковски от всяких попыток восстановления реакции, от всяких происков царских агентов. Такая милиция была бы исполнительным органом „Советов рабочих и солдатских депутатов“, она пользовалась бы абсолютным уважением и доверием населения, ибо она сама была бы организацией поголовно всего населения. Такая милиция превратила бы демократию из красивой вывески, прикрывающей порабощение народа капиталистами и издевательство капиталистов над народом, в настоящее воспитание масс для участия во всех государственных делах. Такая милиция втянула бы подростков в политическую жизнь, уча их не только словом, но и делом, работой. Такая милиция развила бы те функции, которые, говоря учёным языком, относятся к ведению „полиции благосостояния“, санитарный надзор и тому п., привлекая к подобным делам поголовно всех взрослых женщин. А не привлекая женщин к общественной службе, к милиции, к политической жизни, не вырывая женщин из их отупляющей домашней и кухонной обстановки, нельзя обеспечить настоящей свободы, нельзя строить даже демократии, не говоря уже о социализме.
Такая милиция была бы пролетарской милицией, потому что промышленные и городские рабочие так же естественно и неизбежно получили бы в ней руководящее влияние на массу бедноты, как естественно и неизбежно заняли они руководящее место во всей революционной борьбе народа и в 1905—1907 гг., и в 1917 году.
Такая милиция обеспечила бы абсолютный порядок и беззаветно осуществляемую товарищескую дисциплину. А в то же время она, в переживаемый всеми воюющими странами тяжёлый кризис, дала бы возможность действительно демократически бороться с этим кризисом, осуществлять правильно и быстро развёрстку хлеба и др. припасов, проводить в жизнь „всеобщую трудовую повинность“, которую французы называют теперь „гражданской мобилизацией“, а немцы „обязанностью гражданской службы“, и без которой нельзя — оказалось, что нельзя, — лечить раны, нанесённые и наносимые разбойнической и ужасной войной.

Неужели пролетариат России проливал свою кровь только для того, чтобы получить пышные обещания одних только политических демократических реформ? Неужели он не потребует и не добьётся, чтобы всякий трудящийся тотчас увидал и почувствовал известное улучшение своей жизни? Чтобы всякая семья имела хлеб? Чтобы всякий ребёнок имел бутылку хорошего молока, и чтобы ни один взрослый в богатой семье не смел взять лишнего молока, пока не обеспечены дети? Чтобы дворцы и богатые квартиры, оставленные царём и аристократией, не стояли зря, а дали приют бескровным и неимущим? Кто может осуществить эти меры кроме всенародной милиции с непременным участием женщин наравне с мужчинами?»— В. И. Ленин. «Письма издалека». Цюрих, 11 (24) марта 1917 года (впервые напечатано в 1924 году в журнале «Коммунистический интернационал», № 3-4).
Параллельно с народной милицией продолжали организовываться и существовать отряды рабочей милиции, создаваемые местными Советами и другими организациями для поддержания порядка при массовых мероприятиях и организации охраны предприятий. Например, такого рода милиция была создана от имени Всероссийского земского союза в Минске сразу после Февральской революции; 4 марта 1917 года — день назначения её начальником М. В. Фрунзе (под псевдонимом Михайлов) отмечается в Белоруссии как День белорусской милиции.
Л. Д. Троцкий, повествуя о попытках организации рабочей милиции в июне 1917 года, в своей книге «История русской революции» писал: «Печать обвиняла милицию в насилиях, в реквизициях и незаконных арестах. Несомненно, что милиция применяла насилие: именно для этого она и создавалась. Преступление её состояло, однако, в том, что она прибегала к насилию по отношению к представителям того класса, который не привык быть объектом насилия и не хотел привыкать».
В начале революции процесс образования милиции проходил в трёх местах: в Городской думе (городская милиция, в составе которой были очень заметны бойскауты), Совете рабочих депутатов (рабочая) и в Комитете военно-технической помощи (так называемая студенческая милиция, у которой оружия обычно не было, но которая останавливала для своих акций солдат). В других городах студенческой милиции не было, но студенты активно участвовали в создании милиции. Однако уже 7 марта было издано постановление Петроградского совета об объединении городской и рабочей милиции под началом Управления городской милиции, во главе которого встал гласный думы архитектор Д. А. Крыжановский. Туда же вскоре влилась и студенческая милиция. Из доклада Комиссии по делам ревизии Петроградской городской милиции хотя и можно заключить о противоборстве рабочих и городских комиссариатов, но только в рамках единой организации. Кроме того, противоборство внутри милиции происходило не только между представителями рабочих и центральных районов, но также между градоначальником профессором В. Юревичем, министром внутренних дел, с одной стороны, и первым начальником милиции Крыжановским, городской думой — с другой. В основе их конфликта лежала проблема выборности высших чинов милиции и подчинённости самой милиции. Именно вследствие того, что милиция рассматривалась как муниципальный орган, подчинённый городскому самоуправлению 9, в 1917 году так и не удалось достичь объединения и целостности данного института исполнительной власти. В состав милиции входили и рабочие подрайоны, и районы с преобладающим студенческим составом милиции. В июне 1917 студентов обычно в милицию больше не принимали, так как милиционеры должны были быть старше 22 лет, но необходимые для милиции студенты, поступившие ранее, там оставались, так как это разрешалось. Для горожан не имело особого значения, кто именно охранял их личную и имущественную безопасность, а важно было то, как милиция справлялась со своими непосредственными обязанностями.

Но обычно в реальности, в соответствии с решением Советов, как в Петрограде и в Москве, с марта 1917 года рабочая милиция Советов была формируемой в рабочих подрайонах частью народной милиции. Не подчинившаяся решениям Советов часть рабочей милиции стала называться «боевыми дружинами», «рабочими дружинами», «партийными дружинами» большевиков, анархистов, левых эсеров, максималистов и других левых и только значительно позднее вместе с рабочей милицией фабзавкомов стала известна потом как «рабочая гвардия», Красная гвардия, хотя многие или почти все члены этих дружин часто одновременно служили в народной милиции. Кроме того, «внутреннюю» рабочую милицию для контроля промышленных, транспортных территорий, портов организовывали фабзавкомы и некоторые профсоюзы, например, десятки тысяч под ружьё поставил Викжель. После Октябрьской социалистической революции в разных местах было по-разному: одновременно были и рабочая милиция (в которую обычно переименовывали народную милицию) и Рабочая (или Красная) гвардия, иногда только рабочая милиция или только Красная гвардия. В марте 1917 года начальник милиции городской думы архитектор Д. А. Крыжановский, ставший начальником всей народной милиции Петрограда, немедленно приступил к ликвидации уплотнительной застройки и всех злачных мест столицы, лишая уголовный элемент всех средств к существованию, кроме службы в народной милиции, вместо удовлетворения требований уголовников о защите преступников, лишившихся покровительства полиции, от самосудов, а преступники требовали более активных действий милиции именно в этом направлении. Образованный 3 июня 1917 года Совет петроградской народной милиции с участием представителей народной милиции рабочих подрайонов вступил в конфликт с начальником городской милиции, выставив политические лозунги в связи с отказом дополнительно платить за службу в милиции рабочим, получающим полную зарплату на заводах. Впоследствии не только правительства белых, но и Советская власть унаследовали, в основном, именно эту народную милицию, и красные лишь переименовали её вначале в рабочую, а затем в рабоче-крестьянскую милицию для подчёркивания своего классового подхода.
Деятельность народной милиции, которая несмотря на сообщения иностранных газет до 17 апреля именовалась правительством «общественной полицией», должна была строиться на основании постановления Временного правительства «Об утверждении милиции» и «Временного положения о милиции» от 17 апреля 1917 года по старому стилю. В соответствии с постановлением от 17 апреля 1917 года милиционерами не могли стать лица, состоящие под следствием и судом по обвинению в преступлении, несостоятельные должники, состоящие под опекой за расточительство, содержатели домов терпимости. На службу в милицию могли быть приняты лица, осуждённые за кражу, мошенничество, укрывательство похищенного, подлоги, лихоимство, ростовщичество, если со дня отбытия наказания прошло более пяти лет. Начальниками милиции и их заместителями могли стать лица, имеющие образование не ниже среднего. Начальник милиции должен был ежегодно отчитываться перед комиссаром Временного правительства в данной местности. Министру внутренних дел принадлежало общее руководство деятельностью милиции, издание инструкций и наказов для неё, а также производство ревизий.
После Октябрьской социалистической революции 1917 года различные антибольшевистские правительства поручали своей милиции также функции государственной безопасности. Директор Департамента милиции Временного Сибирского правительства В. Н. Пепеляев подчёркивал, что на службу в милицию принимают бывших полицейских и жандармов, которые «не опорочены по суду и ни в чём предосудительном не замечены, как людей, подготовленных теоретически и практически». Управляющие милицией белых имели ограниченные полномочия. Все кадровые назначения осуществлялись руководителями губерний (областей), как в царской полиции. В соответствии со статьёй 8 Положения о сибирской милиции органы местного самоуправления должны были нести одну треть расходов по финансированию милиции (соответственно уездную милицию финансировали уездные земские органы, городскую милицию — органы городского самоуправления). Остальная часть расходов возлагалось на государственный бюджет.
Один из ленинских «Апрельских тезисов» к докладу «О задачах пролетариата в данной революции» от 4 апреля 1917 года ставил задачу «устранения полиции, армии, чиновничества». Поэтому красными функции госбезопасности милиции не передавались, так как ими милиция воспринималась как первый шаг к упразднению профессиональной полиции, а в дальнейшем — и к отказу от постоянной армии, передаче их функций непосредственно вооружённому народу (см. Анархизм). Но созданная под наименованием «милиция» система фактически оказалась разновидностью полиции (государственной службы поддержания порядка), каковой и оставалась в Российской Федерации до 2011 года. Дело свелось к изменению наименования, которое подчёркивало близость к интересам народа, чтобы новая организация не ассоциировалась со старой полицией и жандармерией, служившими символами старого порядка.
Октябрьская революция отменила всю систему государственных учреждений, в том числе и народную милицию Временного правительства.
Декретом НКВД РСФСР «О рабочей милиции» от 28 октября (10 ноября по новому стилю) 1917 года было установлено:

«Все Советы рабочих и солдатских депутатов учреждают рабочую милицию. Рабочая милиция находится всецело и исключительно в ведении Совета рабочих и солдатских депутатов, Военная и гражданская власти обязаны содействовать вооружению рабочей милиции и снабжению её техническими силами вплоть до снабжения её казённым оружием, Настоящий закон вводится в действие по телеграфу».

Именно эта дата — 10 ноября 1917 года — стала праздником сначала в РСФСР как «День рабоче-крестьянской милиции», а после 1945 года общесоюзный «День советской милиции». Пройдя через большое количество реорганизаций, милиция просуществовала в России до 1 марта 2011 года, сохраняя как название, так и основные функции. С 2011 года, после вступления в силу Федерального закона «О полиции» от 7 февраля 2011 года, этот ежегодный профессиональный праздник трансформировался в России в «День сотрудника органов внутренних дел Российской Федерации».
Таким образом, рабоче-крестьянская милиция была учреждена декретом первого Советского правительства, но милицейские органы не имели постоянной основы, чёткой штатной структуры и были, фактически, добровольческими парамилитарными формированиями. Около года после этого милиции, как государственной службы, не существовало: были только красные и белые отряды вооружённых сторонников различных партийных течений. На местах, ранее занимаемых полицейскими участками, депутаты различных Советов создавали и поддерживали собственные милицейские формирования, которые вскоре были реорганизованы.
В марте 1918 года комиссар НКВД поставил перед правительством вопрос о воссоздании милиции в качестве государственного органа. 10 мая 1918 года коллегия НКВД приняла распоряжение: «Милиция существует как постоянный штат лиц, исполняющих специальные обязанности, организация милиции должна осуществляться независимо от Красной Армии, функции их должны быть строго разграничены». На его основании были сформированы организационные документы, составлен проект «рабоче-крестьянской милиции».
25 июля 1918 года на базе ведомственной судоходной охраны Главного управления водного транспорта была учреждена речная милиция, находившаяся в ведении НКВД РСФСР.
21 октября 1918 года НКВД и НКЮ утвердили «Инструкцию об организации советской рабоче-крестьянской милиции».
18 февраля 1919 года Всероссийский Центральный Исполнительный Комитет (ВЦИК) утвердил Декрет «Об организации железнодорожной милиции и железнодорожной охраны».
9 декабря 1921 года по инициативе Ф. Э. Дзержинского принят Декрет ВЦИК и СТО РСФСР, в соответствии с которым железнодорожная и водная милиции упразднялись. На их базе в структуре НКПС РСФСР была создана Вооружённая охрана путей сообщения. Дата создания службы стала профессиональным праздником — Днём ведомственной охраны железнодорожного транспорта.
6 февраля 1924 года было принято Постановление СНК РСФСР о создании ведомственной милиции и утверждено Положение о ведомственной милиции. Она создавалась для охраны имущества государственных предприятий и учреждений, а также частных организаций, имеющих государственное значение и охраны правопорядка в пределах территории, занимаемых этими объектами. Ведомственная милиция создавалась на договорных началах с администрацией народнохозяйственных объектов, которые она охраняла и содержалась за их счёт.
«История милиции неразрывно связана с историей развития государства — каково государство, такова и его милиция», — отмечает Л. Жавжаров.

### Милиция Российского государства
Указом Временного Всероссийского правительства от 15 июня 1918 года был издан акт «Об охране государственного порядка и общественного спокойствия» в котором определялась роль министерства внутренних дел Российского государства. Сибирская милиция Верховного правителя Колчака выполняла функции аналогичные имперской полиции по охране порядка в стране. 5 мая 1919 года были образованы отряды милиции особого назначения (ОМОН).

### Милиция СССР
В 1931 году в милиции Москвы впервые был создал отдел регулирования уличного движения (ОРУД), в 1936 году были созданы подразделения Государственной автомобильной инспекции (ГАИ).
15 декабря 1930 года ЦИК СССР и СНК СССР приняли постановление «О ликвидации наркоматов внутренних дел союзных и автономных республик». 31 декабря 1930 года ВЦИК и СНК РСФСР приняли постановление «О мероприятиях, вытекающих из ликвидации наркомвнудела РСФСР и наркомвнуделов автономных республик», которым руководство и управление органами милиции и уголовного розыска было возложено на созданное при СНК РСФСР Главное управление милиции и уголовного розыска.
10 июля 1934 года ЦИК СССР принял постановление «Об образовании общесоюзного Народного комиссариата внутренних дел СССР». В состав НКВД СССР вошло Главное управление рабоче-крестьянской милиции.
В 1937 году были созданы отделы по борьбе с хищениями и спекуляцией (БХСС).

##### Великая Отечественная война

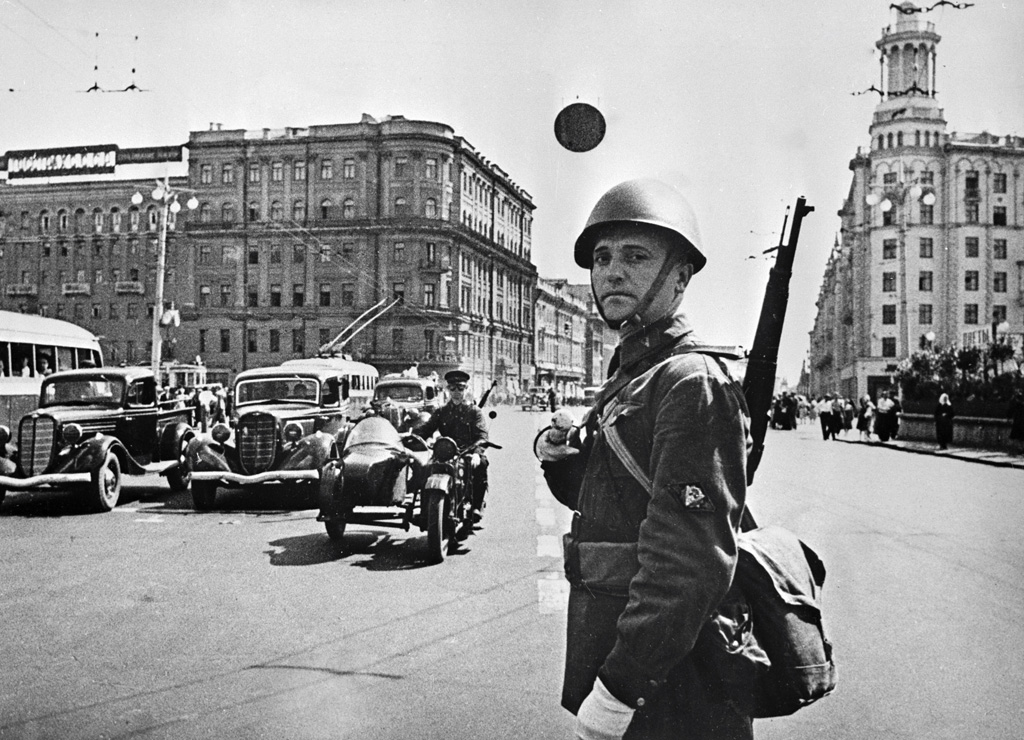
Милиционер стоит на посту на улице Горького. СССР, РСФСР, Москва. Август 1941 года

22 июня 1941 года началась Великая Отечественная война. При обороне Москвы были созданы специальные отряды из милиции. 9 октября 1941 года начальник Управления НКВД Москвы издал приказ, в котором говорилось:
В целях лучшей управляемости и сплочения всего личного состава НКВД и милиции в военных условиях, а также повышения боевой подготовки приказываю моему заместителю В.Н. Романченко сформировать из личного состава Управления гормилиции, райотделов НКВД и милиции г. Москвы отдельную дивизию. Начальнику Управления пожарной охраны г. Москвы майору госбезопасности И.Н. Троицкому – отдельную бригаду. Заместителю по кадрам т. Запевалину – из сотрудников НКВД особый батальон.
19 октября 1941 года Государственный комитет обороны ввёл в Москве осадное положение. В условиях осаждённого города московская милиция была переведена на режим военного времени (двухсменный режим работы по 12 часов, казарменное положение, отмена отпусков) и действовала под девизом: «Милицейский пост — это тоже фронт».
В Ленинграде с 30 июня 1941 года силами ленинградского Управления НКВД была организована заградительная линия с сетью контрольно-пропускных пунктов, создание которых помогло на въезде в город задержать немало вражеских разведчиков. В сентябре 1941 года Вермахт заблокировал все сухопутные дороги к городу. Во время 900-дневной блокады Ленинграда милиционеры принимали активное участие и в боевых действиях в составе частей регулярной Красной Армии и войск НКВД. Сотрудники милиции поддерживали порядок на единственной дороге, связывающей город с «большой землёй» — Дороге жизни. Особое место в работе ленинградской милиции занимала организация МПВО. Каждый район города делился на участки МПВО, соответственно милицейским участкам. Каждый начальник отделения милиции являлся начальником МПВД участка, а участковый уполномоченный — МПВО квартала.

##### Послевоенный период
В 1946 году НКВД СССР был переименован в МВД СССР. В 1949 году Главное управление милиции было передано из МВД СССР в МГБ СССР, а в 1953 году было возвращено в состав МВД СССР.
В январе 1960 года руководство СССР во главе с Н. С. Хрущёвым приняло решение о ликвидации МВД СССР и передаче его функций министерствам внутренних дел союзных республик, чтобы сократить расходы на государственный аппарат и увеличить полномочия союзных республик. В дальнейшем даже предусматривалась постепенная ликвидация части органов внутренних дел и передача их функций общественным организациям («опора на общественность»). Эта реформа была оформлена Указом Президиума Верховного Совета СССР от 13 января 1960 года. Деятельностью по охране правопорядка в России занялось МВД РСФСР. Затем Указом Президиума Верховного Совета РСФСР от 30 августа 1962 года МВД РСФСР было преобразовано в Министерство охраны общественного порядка РСФСР (МООП РСФСР). Аналогичные решения были приняты и в других союзных республиках. Значительно уменьшилась штатная численность милиции, сократилось финансирование по всем направлениям, включая оперативно-разыскную деятельность. Деятельность милиции в этот период регламентировалось Положением о советской милиции от 17 августа 1962 г.

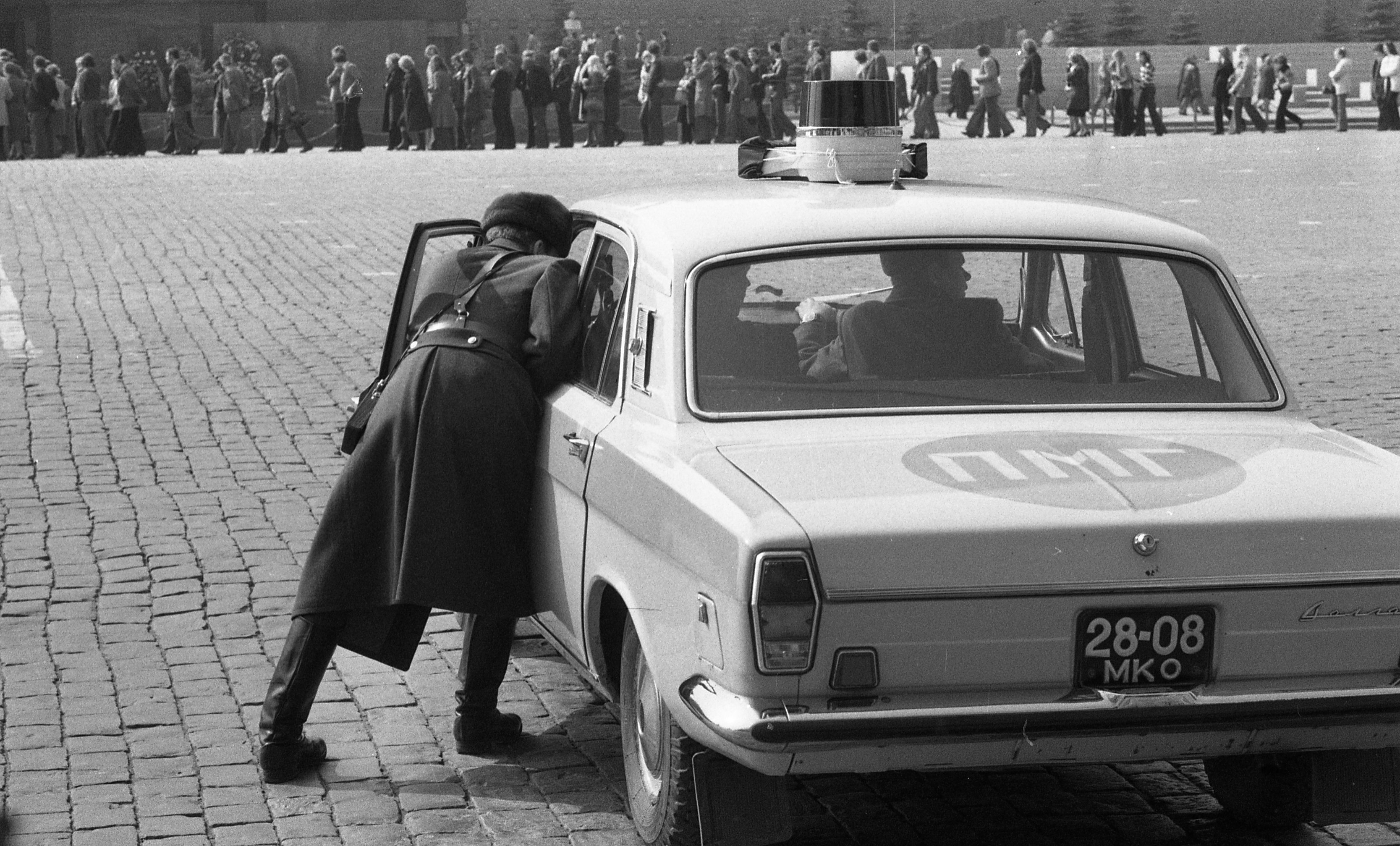
Милиционер у милицейского автомобиля ГАЗ-24 («Волга») на Красной площади в Москве, 1977 год

26 июля 1966 года Президиум Верховного Совета СССР принял указ «О создании союзно-республиканского министерства охраны общественного порядка СССР». Так было восстановлено централизованное управление органами милиции в СССР. 17 сентября 1966 года Президиум Верховного Совета РСФСР упразднил Министерство охраны общественного порядка РСФСР в связи с возложением его функций на МООП СССР.
19 ноября 1968 года ЦК КПСС и Совет министров СССР приняли постановление «О серьёзных недостатках в деятельности милиции и мерах по дальнейшему её укреплению». 25 ноября 1968 года Президиум Верховного Совета СССР принял указ «О переименовании Министерства охраны общественного порядка СССР в Министерство внутренних дел СССР». Управления охраны общественного порядка исполкомов краевых и областных Советов депутатов трудящихся были переименованы в управления внутренних дел краевых, областных исполкомов Советов депутатов трудящихся.
Постановлением Совета министров СССР № 385 от 8 июня 1973 года было утверждено «Положение о советской милиции». 8 июня 1973 года также был издан указ Президиума Верховного Совета СССР «Об основных обязанностях и правах советской милиции по охране общественного порядка и борьбе с преступностью».
Попытки поднять престиж советской милиции начались при министре внутренних дел Николае Щелокове, поставившем рекорд пребывания на этом посту (с 1966 по 1982 год). При нём была повышена заработная плата сотрудников милиции, начались ежегодные концерты в честь Дня милиции с привлечением звёзд эстрады. Но скандалы вокруг Щелокова и его первого заместителя, зятя Брежнева Юрия Чурбанова, приговоренного в 1988 году к 12 годам заключения за взяточничество, сильно подорвали престиж милиции. Попытку борьбы с коррупцией в милиции предпринял в 1982—1985 годах преемник Щелокова, выходец из КГБ, Виталий Федорчук. При нём за два с небольшим года были уволены из милиции около 90 тысяч человек (по другим данным — 220 тысяч, но в это число, по-видимому, входят уволенные по возрасту и болезни). При этом Федорчук не любил научные и аналитические подразделения МВД, которые считал прибежищем высокооплачиваемых бездельников. Всех управленцев и преподавателей учебных заведений МВД в званиях до подполковника, а в Москве — до полковника включительно, он заставлял в свободное время патрулировать улицы в качестве рядовых милиционеров.
3 октября 1988 года министр внутренних дел СССР издал приказ о создании отрядов милиции особого назначения (ОМОН).
Важной вехой в истории советских правоохранительных органов стало принятие СССР в число членов Интерпола в октябре 1990 года. 1 января 1991 года в составе МВД СССР было создано Национальное центральное бюро (НЦБ) Интерпола.
Приказом МВД № 0014 от 15 ноября 1988 года было создано 6-е Управление (по борьбе с организованной преступностью). В феврале 1991 года оно было преобразовано в Главное управление по борьбе с наиболее опасными преступлениями, организованной преступностью, коррупцией и наркобизнесом.
6 марта 1991 года был принят новый Закон СССР «О советской милиции».

## Милиция по странам

### Беларусь
Переименование милиции в полицию не происходит как по финансовым, так и по другим причинам. Президент Беларуси Александр Лукашенко сказал следующее: «Я не просто так сказал о том, что нам надо реформировать МВД, но реформировать, не ломая (не заниматься сменой вывески), как это обычно бывало, может быть, и у нас, и у наших соседей. Мы не собираемся ни переименовывать МВД как-то иначе (в полицию, например). Реформа должна заключаться в совершенствовании той структуры (милиции), которая сегодня создана. Это принципиальное и концептуальное положение развития нашего государства. Реформу мы всегда должны понимать как совершенствование».

### Кыргызстан
Милиция на территории современного Кыргызстана была создана 5 февраля 1918 года в Ошском уезде Туркестанского края России, первым начальником которой был назначен Балтыходжа Султанов.

### Польша (1944—1990)

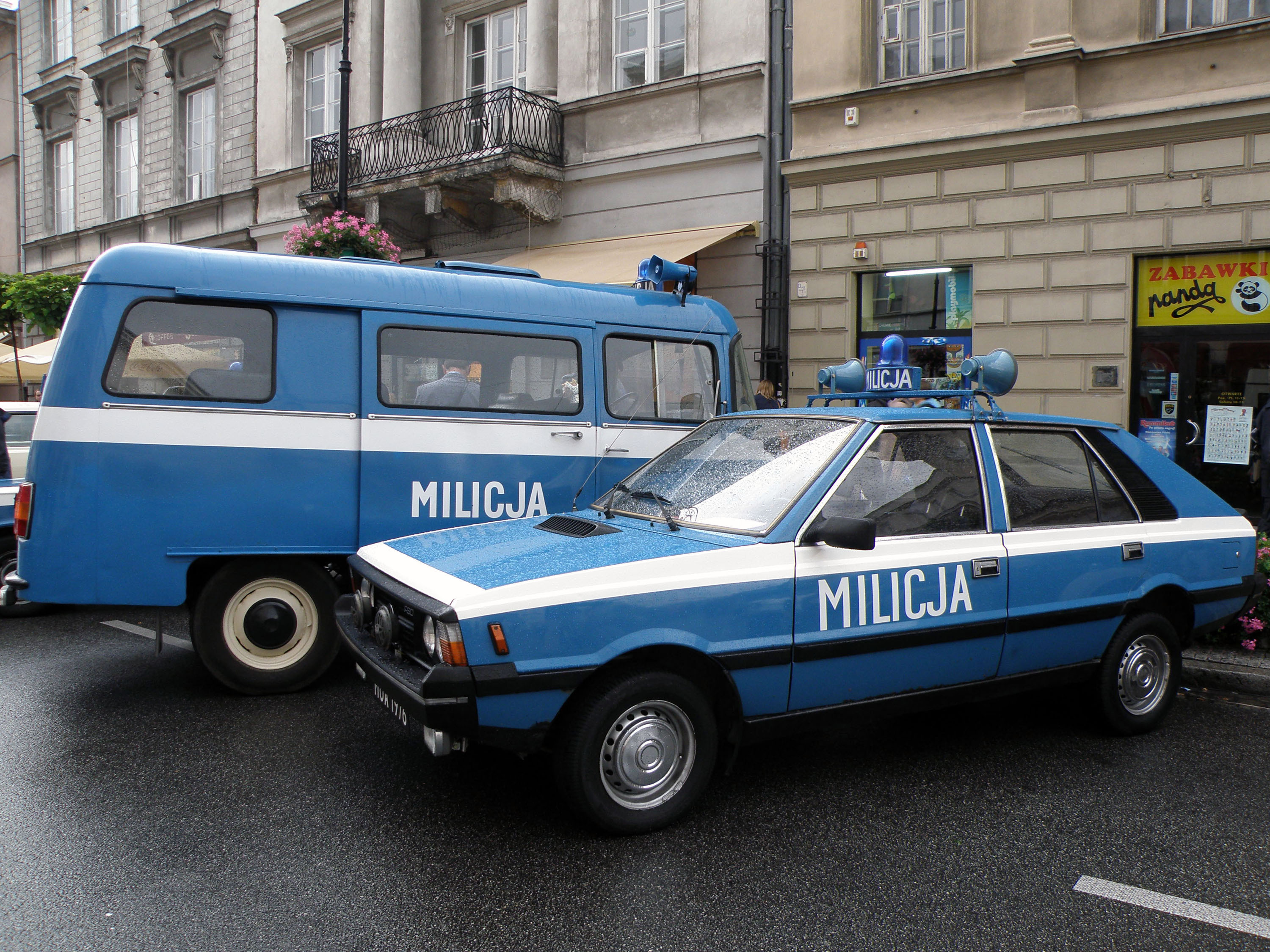
Восстановленные автомобили гражданской милиции Польши FSO Polonez и Nysa

### Россия (1991—2011)

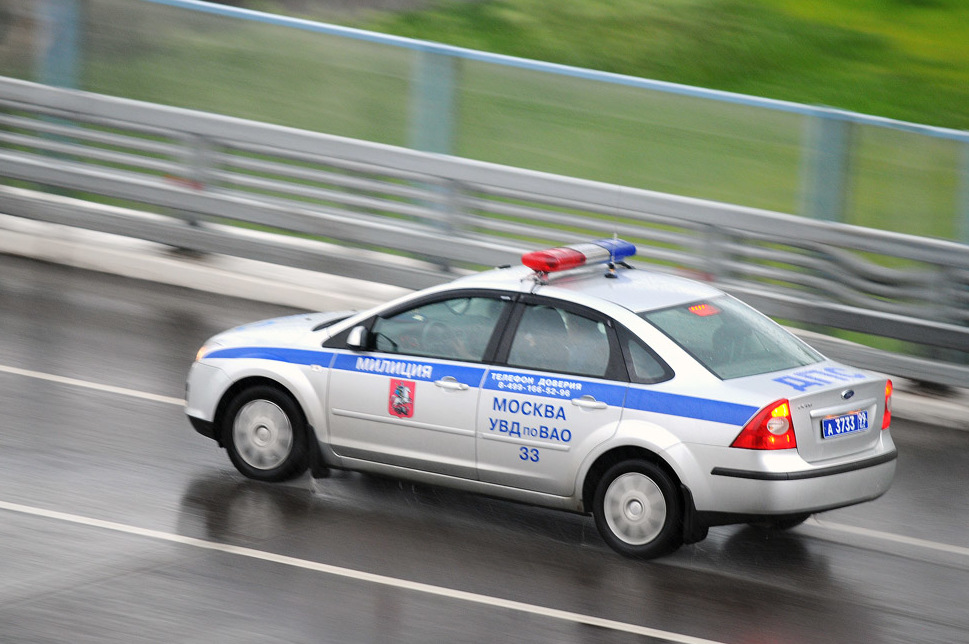
Милицейский автомобиль Ford Focus в Москве (2010 г.)

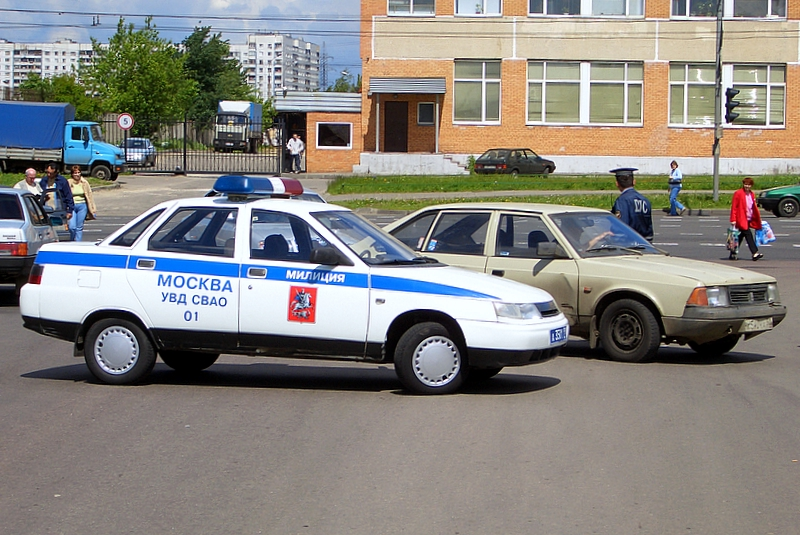
Милицейский автомобиль ВАЗ-2110 в Москве (2005 г.)

После распада СССР в декабре 1991 года все органы, учреждения и организации МВД СССР на территории России были переведены под юрисдикцию России. 19 декабря 1991 года было создано Министерство безопасности и внутренних дел Российской Федерации, однако уже 14 января 1992 года Конституционный суд РФ признал президентский указ о создании МБВД РСФСР неконституционным. В результате милиция вошла в систему Министерства внутренних дел РФ. Её задачи регулировались Конституцией РФ, законом «О милиции» от 18 апреля 1991 года, положением «О службе в органах внутренних дел», другими федеральными законами и международными договорами.
Милиция подразделялась на милицию общественной безопасности и криминальную милицию. Отличия между ними заключались в функциях, управлении и финансировании: численность для первой из них определялась по согласованию с органами государственной власти субъектов РФ, для второй — Правительством РФ.
В основные функции милиции общественной безопасности входили обеспечение безопасности личности, общественной безопасности, охрана собственности и общественного порядка, выявление, предупреждение и пресечение преступлений и административных правонарушений, раскрытие некоторых видов преступлений, розыск лиц. Оказывает содействие криминальной милиции.
В состав милиции общественной безопасности входили подразделения дознания, участковых уполномоченных милиции, по делам несовершеннолетних, по борьбе с правонарушениями в сфере потребительского рынка, исполнения административного законодательства, патрульно-постовая служба, органы вневедомственной охраны, отряды милиции особого назначения и государственная инспекция безопасности дорожного движения (ГИБДД).
Задачами криминальной милиции были предупреждение, пресечение и раскрытие преступлений, по большей части тяжких и особо тяжких, розыск лиц, скрывающихся от органов дознания, следствия и суда, лиц без вести пропавших. Органы криминальной милиции осуществляют борьбу с организованной преступностью.
Милиция общественной безопасности и криминальная милиция были органами дознания. В обеих категориях могли существовать отдельные подразделения милиции для охраны особо важных и режимных объектов, закрытых административно-территориальных образованиях, на железнодорожном, водном и воздушном транспорте.
В начале 1990-х годов многие (часто самые способные и профессиональные) сотрудники милиции ушли на более высокооплачиваемую работу в частных охранных агентствах или службах безопасности различных компаний. В милиции, как и в государственном аппарате в целом, стали распространены коррупция, пренебрежение к законности (в том числе применение незаконных методов следствия), связи с преступным миром. По данным ВЦИОМа, в 1999 году более 60 % населения страны не доверяли милиции.
В 2010 году российские власти признали, что милиция подлежит кардинальным реформам. Вследствие этого президентом Дмитрием Медведевым был предложен законопроект «О полиции», имеющий статус Федерального Закона с 1 марта 2011 года.

#### Структура
В структуре органов внутренних дел, как правило, существуют следующие виды подразделений, на основе которых строятся структуры управления:
- Министерство внутренних дел (МВД) — центральный орган управления в системе правоохранительных органов Российской Федерации. Федеральное министерство, подчинённое напрямую президенту Российской Федерации. Осуществляет общее централизованное руководство всеми органами внутренних дел и внутренними войсками в стране. Во главе — Министр внутренних дел Российской Федерации, воинское (специальное) звание, соответствующее штатной должности — генерал-полковник — генерал армии.
- Департамент — подразделение Министерства, осуществляющее руководство органами в пределах функциональной компетенции: Департамент уголовного розыска, Департамент собственной безопасности, Департамент охраны общественного порядка, Департамент по борьбе с организованной преступностью, Департамент экономической безопасности, Организационно-инспекторский департамент, Правовой департамент, Департамент тыла, Финансово-экономический департамент. Департамент осуществляет руководство подчинёнными подразделениями органов.
- Главное управление внутренних дел (ГУВД) — осуществляет руководство органами внутренних дел в пределах своей компетенции, ограниченной либо территориально (ГУВД по субъекту Федерации), либо функционально (отвечает за определённый круг задач органов внутренних дел: Главное управление по борьбе с экономическим преступлениями — подразделение в составе центрального аппарата министерства). ГУВД стоят над управлениями (УВД) или отделами внутренних дел. В субъектах РФ, имеющих численность населения более 2-х млн человек или особый статус в силу определённых обстоятельств, как правило, осуществляют свою деятельность Главные управления внутренних дел (ГУВД г. Москвы, ГУВД Московской области и т. п.). Округа внутренних войск приравниваются по оргштатной структуре ГУВД. Руководитель ГУВД, как правило, имеет воинское (специальное) звание генерал-лейтенант — генерал-полковник.
- Управление внутренних дел (УВД) — орган управления в системе внутренних дел, имеет статус ниже ГУВД, но выше отделов внутренних дел. Бывают территориальные (по субъектам федерации, например: УВД по Вологодской области, или территориальных единиц субъектов федерации, в этом случае подчиняются вышестоящему УВД или ГУВД: например УВД по городу Тольятти, УВД ЮЗАО г. Москвы), функциональные в составе Министерства или ГУВД. По своей штатной структуре приравниваются, как правило дивизии внутренних войск, во главе: генерал-майор (редко — генерал-лейтенант). Если УВД входит в состав вышестоящего УВД, тогда по штату равны бригаде, начальник УВД — полковник.
- Министерство внутренних дел субъекта Российской Федерации — осуществляет общее руководство органами внутренних дел в пределах данного субъекта федерации. В зависимости от штатной структуры, определяемой численностью населения и прочими факторами, приравнивается к ГУВД или УВД.

- Отдел внутренних дел (ОВД). Основной орган управления в системе внутренних дел РФ. Подчиняется УВД, бывает: территориальное (ОВД района, города областного подчинения: РОВД или ГОВД), в этом случае осуществляет руководство всей деятельностью по обеспечению правопорядка в пределах компетенции органов внутренних дел в пределах административной территории; функциональное: например отдел уголовного розыска УВД.
- Отделение внутренних дел или Отделение милиции — территориальное (реже — функциональное) подразделение внутри отдела или управления внутренних дел.

#### Подразделения
В состав милиции входили также:
- ДОБДД (ГАИ, ГИБДД)
- ОМСН (СОБР, отряды милиции специального назначения)
- ОМОН (отряды милиции особого назначения)
- ОРУД (отдел по регулированию уличного движения) — существовал в СССР, объединён с ГАИ в 1967 г.
- Участковый уполномоченный милиции
- Центры по борьбе с правонарушениями в сфере потребительского рынка и исполнению административного законодательства

В Казани и Москве существовала также экологическая милиция. Переименована в полицию.

#### Милиция общественной безопасности
В статье 15 Федерального закона «Об общих принципах организации местного самоуправления в Российской Федерации» определяются вопросы местного значения, которые должны решаться на уровне муниципального района. К ним, в первую очередь, относятся организация медицины и образования на территории района, обеспечение поселений подключением к коммуникациям, организация архивов, библиотек, осуществление функций опеки и попечительства. В компетенцию муниципальных районов входит развитие и содержание сети автомобильных дорог на территории района, транспортного обслуживания, организация утилизации и переработки бытовых и промышленных отходов. Муниципальный район ответственен за организацию охраны общественного порядка на территории муниципального района муниципальной милицией (пункт 8 части 1 статьи 15 указанного нормативного документа). Однако статьёй 83 этого же закона предусмотрено, что «пункт 8 части 1 статьи 15 и пункт 9 части 1 статьи 16 настоящего Федерального закона вступают в силу в сроки, установленные федеральным законом, определяющим порядок организации и деятельности муниципальной милиции». Таким образом в настоящее время и вплоть до принятия закона о муниципальной милиции охрана общественного порядка на территории муниципального образования не входит в сферу полномочий власти муниципального образования.
21 января 2010 на заседании ассоциации юристов России с участием главы МВД Рашида Нургалиева Сергей Степашин заявил, не раскрывая сути нововведения: «Милиции общественной безопасности, насколько я знаю — её больше не будет. И наверное, создание профессиональной полиции — это решение абсолютно правильное».

#### Муниципальная милиция

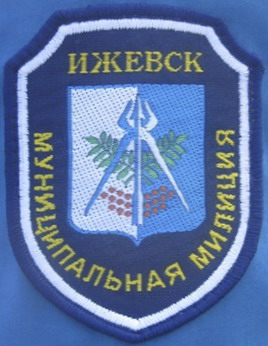
Нашивка сотрудника муниципальной милиции Ижевска

До реформы 2011 года муниципальной милицией иногда называли милицию общественной безопасности. После реформы она перестала существовать, поскольку термин милиция был заменён на полиция, а разделение на криминальную милицию и милицию общественной безопасности было прекращено.
В 2003 году планировалось провести реформу МВД и создать муниципальную милицию параллельно с федеральной полицией. Реформа проведена не была.
Несмотря на переименование милиции в полицию, в июне 2011 года появилась информация о возможном создании в стране нового органа — муниципальной милиции, представляющей собой объединение граждан для охраны общественного порядка. В некоторых регионах в настоящее время уже существуют добровольные народные дружины. Возможно, эти дружины лягут в основу новой милиции. А термин милиция таким образом будет соответствовать своему первоначальному значению.
С июля 2011 года муниципальная милиция функционирует в Ижевске и выполняет роль существовавшей ранее экологической милиции.
1 сентября 2012 года муниципальная казачья милиция появилась в Краснодарском крае. К 2013 году численность сотрудников составляла примерно 1300 милиционеров, из них 150 — в Краснодаре.

### Таджикистан
Закон Республики Таджикистан «О Милиции» был принят 7 апреля 2004 года Высшим Собранием Таджикистана взамен Закона Республики Таджикистан от 2 мая 1992 года «О милиции».

### Узбекистан
23 мая 2019 года президентом страны Шавкатом Мирзиёевым был подписан закон «О внесении изменений и дополнений в некоторые законодательные акты Республики Узбекистан, связанных с обеспечением защиты прав участников уголовного процесса», который изменил в нескольких важнейших документах термин «милиция» на «органы внутренних дел». При этом в Узбекистане до сих пор активно используется термин «милиция». Это связано с многолетней историей употребления этого слова, а также сложность произнесения термина сотрудник органов внутренних дел.

### Украина (1991—2015)

Памятник сотрудникам украинской милиции, погибшим при исполнении служебных обязанностей, во Львове

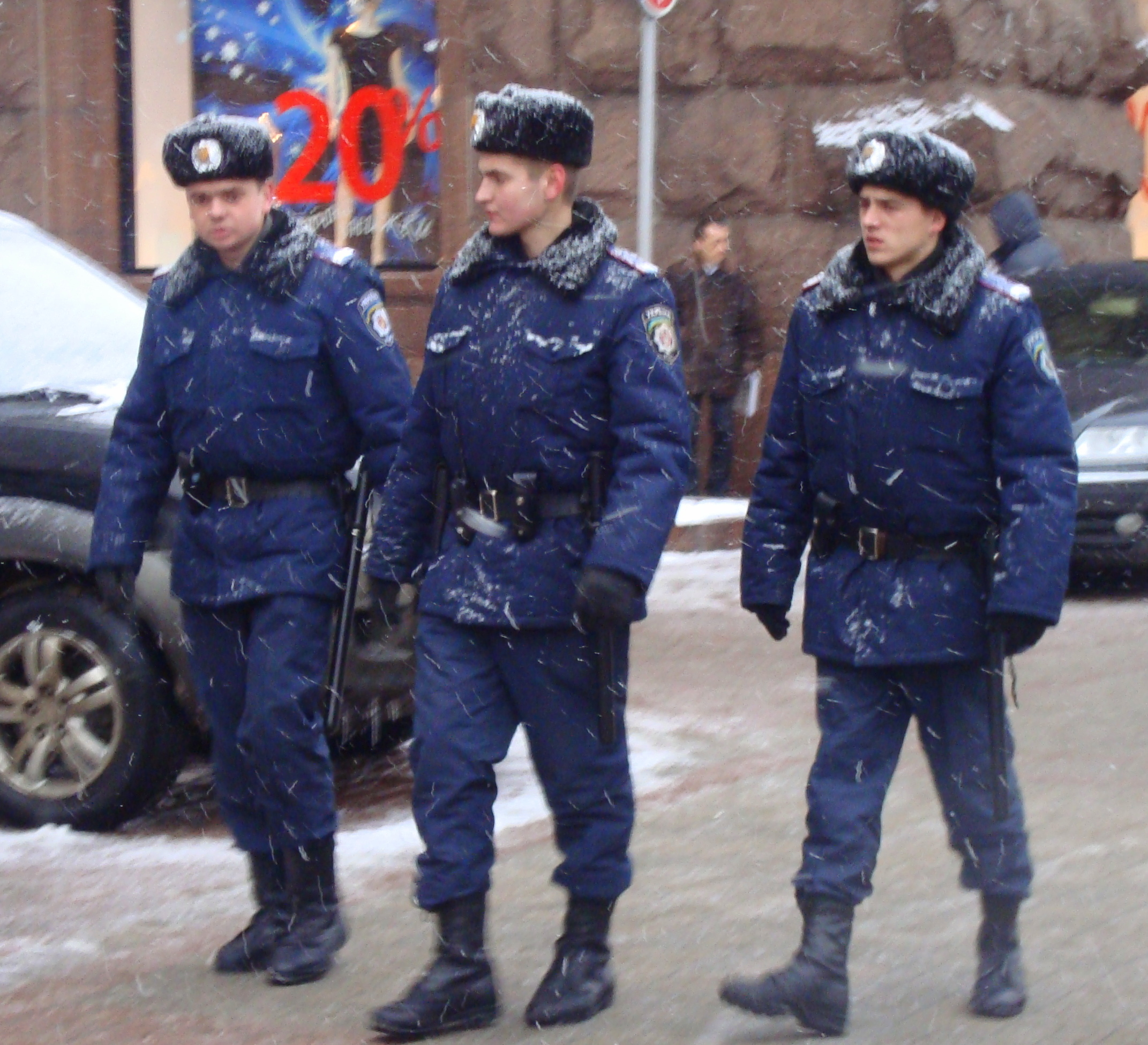
Сотрудники милиции патрулируют улицу Крещатик в центре Киева, 2010 г.

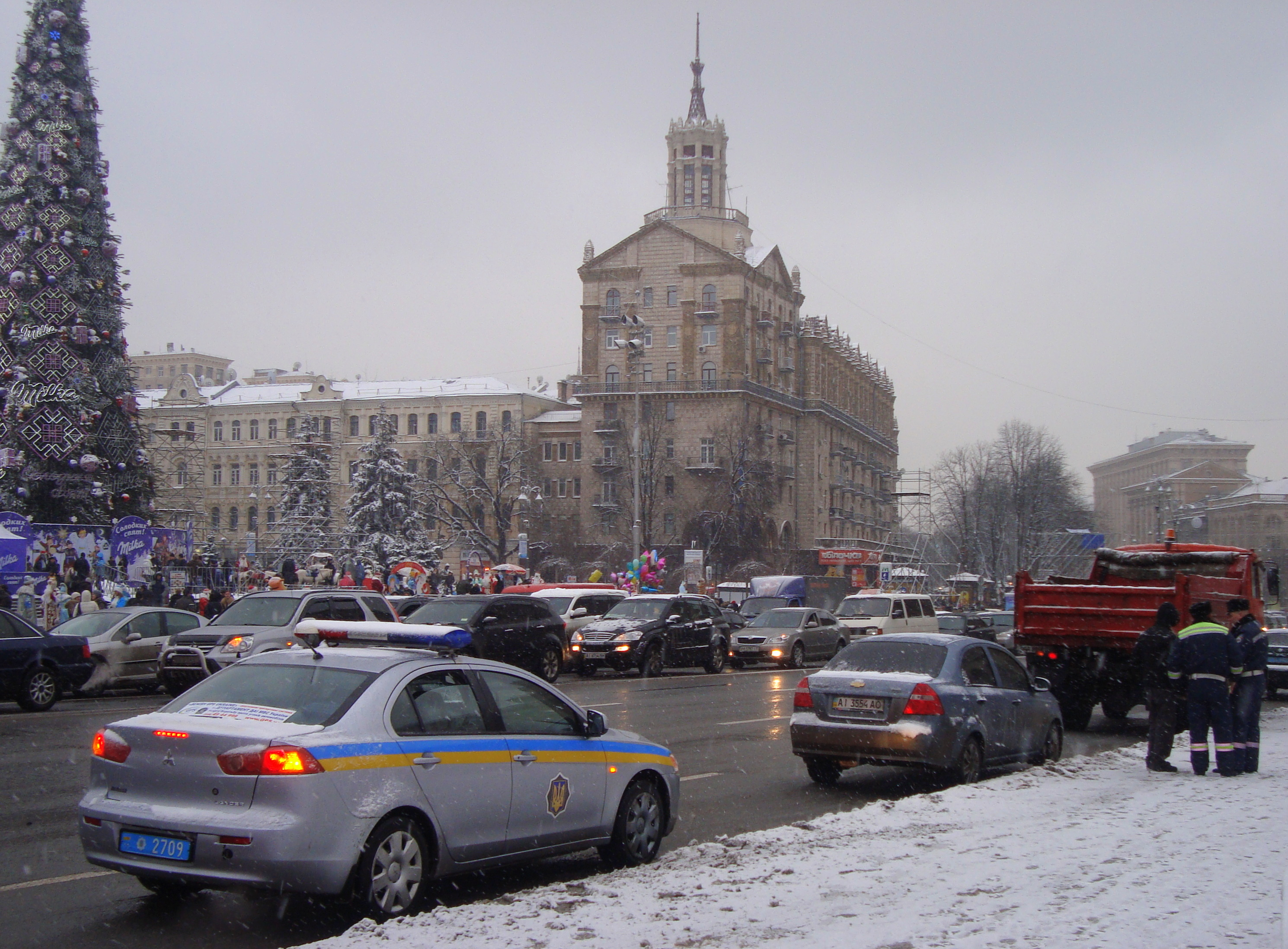
Украинская ГАИ на улице Крещатик в Киеве, 2010 г.

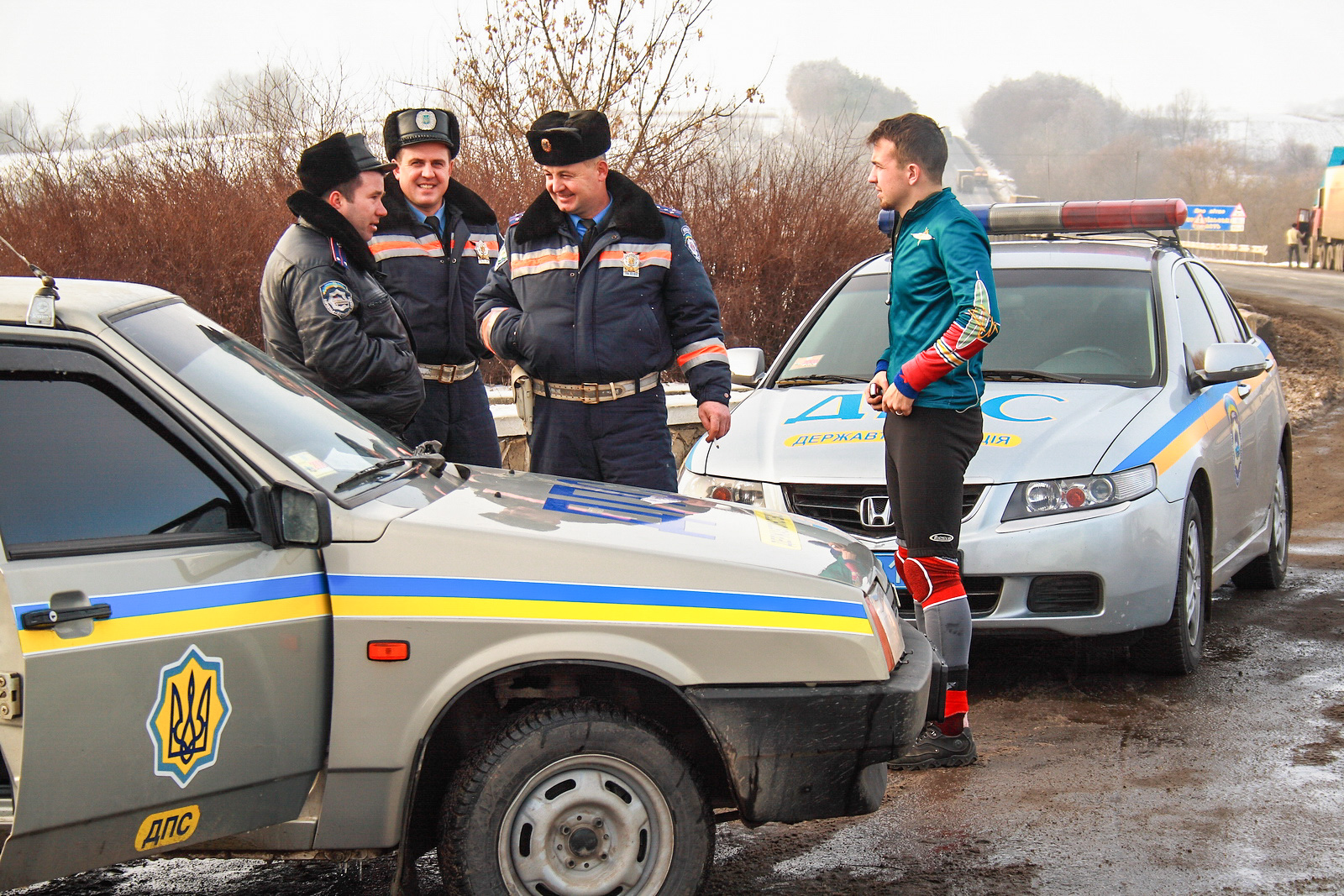
Украинские сотрудники ГАИ при охране марафона, 2007 г.

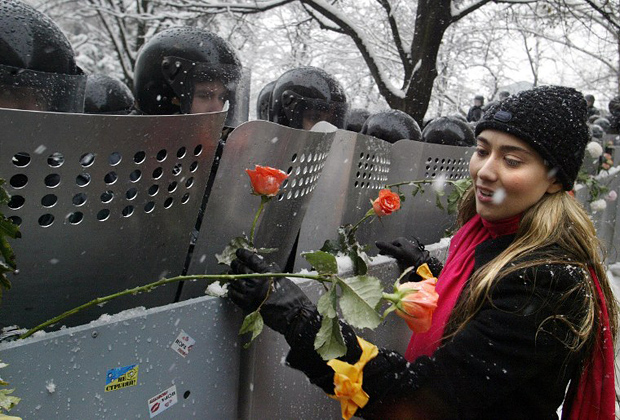
Девушка украшает щиты сотрудников милиции цветами во время Оранжевой революции в Киеве

Деятельность милиции Украины регулировалась Законом Украины о милиции. Милиция Украины структурно состояла из следующих служб:

#### Криминальная милиция (КМ)
- - уголовный розыск (ГУУР, УУР, ОУР);
  - служба по борьбе с организованной преступностью (ГУБОП, УБОП, ОБОП);
  - служба спецопераций «Сокол» (отделы, входили в структуру УБОП);
  - служба по борьбе с незаконным оборотом наркотиков (ГУБНОН, УБНОН, ОБНОН);
  - криминальная милиция по делам несовершеннолетних (ГУКМДН, УКМДН, ОКМДН);
  - служба криминального поиска (ГУКП, УКП, ОКП);
  - оперативно-техническая служба (ГОТУ, ОТУ, ОТО);
  - служба борьбы с экономической преступностью (ГУГСБЭП, УГСБЭП, ОГСБЭП);
  - следственные подразделения (СК,ГСУ, СУ, СО);

#### Милицияобщественной безопасности(МОБ)
- - служба охраны общественного порядка (ГУООП, УООП, ОООП);
  - служба участковых инспекторов милиции и подразделений по делам несовершеннолетних (ГУОБ, УОБ, ОУИМ);
  - патрульно-постовая служба милиции (в территориальных органах взводы, роты, батальоны, полки, подчинена УООП);
  - специальное подразделение патрульно-постовой службы милиции особого назначения (батальоны, полки);
  - вневедомственная охрана (УВО, ОВО):
  - дознание (на Украине служба дознания ликвидирована в соответствии с внутренним приказом МВД Украины № 266 от 31.05.2011 года)
  - приёмники-распределители для задержанных за бродяжничество;
  - приёмники-распределители для несовершеннолетних;
  - изоляторы временного содержания (ИВС);
  - служба охраны, удержания и конвоирование задержанных и взятых под стражу лиц (конвойные отделения, взводы, роты);
  - спецприёмники (для содержания лиц, отбывающих админарест);
  - служба гражданства и регистрации физических лиц (УВИР, ОВИР, ОГИРФЛ);
  - служба лицензионно-разрешительной системы;
  - служба обеспечения карантинных и ветеринарно-санитарных мероприятий при проведении борьбы с эпизоотией.

#### Государственная автомобильная инспекция (входила в структуру МОБ):
- - государственная автомобильная инспекция (ГУГАИ, УГАИ, ОГАИ);
  - дорожно-патрульная служба (отделения, взводы, роты, батальоны, входят в структуру УГАИ);
  - Экзаменационно-регистрационная служба (МРЭО).

#### Транспортная милиция
- - (ГУВДТ, УВДТ на железной дороге (Донецкой, Львовской, Юго-Западной, Южной, Одесской, Приднепровской), УВДТ на объектах морского (Черноморское УВДТ) и речного (ОВД на Днепровском бассейне) транспорта).

К транспортной милиции принадлежали соответствующие линейные подразделения — линейные управления (ЛУВД), отделы, отделения (ЛОВД), пункты (ЛПМ), которые обеспечивали охрану общественного порядка и борьбу с преступностью на железнодорожном и водном транспорте. В структуру их блока криминальной милиции входило специфическое подразделение — отделы (отделения) по борьбе с преступными посягательствами на грузы. С момента создания транспортная милиция взаимодействовала с военизированной охраной МПС СССР. С апреля 1972 г. на основании совместного приказа МПС и МВД СССР началось массовое создание совместных специализированных групп работников военизированной охраны и транспортной милиции (ССГ), которые показали высокую эффективность в борьбе с хищениями и правонарушениями на железнодорожном транспорте. В 1975 году насчитывалось 418 ССГ, которым было придано 374 служебных собаки.
Государственная автомобильная инспекция представляла собой совокупность подразделений дорожно-патрульной службы, дорожного надзора, регистрационно-экзаменационной работы, технического надзора, поиска транспортных средств, пропаганды и агитации из безопасности движения.

#### Милиция охраны
- - государственная служба охраны (ГУГСО, УГСО, ОГСО);
  - подразделение специального назначения «Титан» (роты, батальоны).

Милиция охраны состояла из подразделений, которые обеспечивали на договорных началах охрану всех видов собственности, объектов имущества и грузов, физических лиц, денежных средств (управление, отделы охраны при территориальных органах внутренних дел, которые имели в своём составе отдельные дивизионы, роты, взводы, специальные подразделения милиции охраны «Титан»).

#### Специальная милиция (обслуживает режимные объекты)
- - ОВД на режимных объектах.

К специальной милиции принадлежали подразделения внутренних дел на закрытых объектах (например, предприятия с особым режимом функционирования).

## Милиционер
Милиционер — должностное лицо, обычно младшего начальствующего состава органов внутренних дел, исполняющее должностные обязанности, определяемые задачами подразделения милиции, в котором милиционер проходит службу.
Должности милиционеров предусмотрены в ППС, ОВО, иных подразделениях милиции общественной безопасности и криминальной милиции. Если милиционер наделён особыми полномочиями, это может быть указано в названии его должности, например: милиционер-водитель, милиционер-кинолог.
В милиции СССР категория «милиционер» обозначала звание рядового состава органов милиции, предположительно до 1958 года. В настоящее время единственное специальное звание рядового состава органов внутренних дел — рядовой милиции (внутренней службы, юстиции).
До 2011 года слово милиционер широко употреблялось для обозначения всех работников милиции и, иногда, органов внутренних дел. Вместе с тем, согласно законодательству РФ, милиционер (человек в форме) и сотрудник милиции (включая стажёров и вольнонаёмный персонал) не были тождественными понятиями.
Весной 2011 года в РФ появился в употреблении слегка насмешливый неологизм «полиционер», который существует и по сей день.

### Звания
Исторически сложилось так, что специальные звания в милиции почти идентичны воинским званиям (в милиции отсутствует звание «ефрейтор», ранее в СССР существовало, упразднено в конце 60-х гг. XX века). Однако ч. 5 ст. 46 Федерального закона «О воинской обязанности и военной службе» от 28.03.1998 № 53 устанавливает, что для лиц, не являющихся военнослужащими, запрещается вводить специальные звания или классные чины, аналогичные воинским званиям. Данное противоречие было закреплено принятием Федерального закона от 31.03.1999 № 68-ФЗ, который дополнил Федеральный закон «О милиции» новой статьёй 17.1 «Специальные звания сотрудников милиции».

### Денежное довольствие
Существует мнение, что именно малая зарплата (денежное довольствие) милиционеров, которая фактически равна минимуму, необходимому для физического существования одного человека, и является основным движущим фактором коррупции в милицейской среде. Так, в 2005 году среднестатистический ежемесячный заработок сотрудников милиции составлял (без учёта дополнительных выплат и надбавок):
- Старший оперуполномоченный, капитан милиции с выслугой 10 лет — 12 000 рублей;
- Сержант- с пятилетней выслугой — 8500 рублей;
- Рядовой-новичок — 7000 рублей[63].

### Награды
- Знак «10 лет Рабоче-крестьянской милиции»
- Знак «Заслуженный работник НКВД»
- Медаль «50 лет советской милиции»
- Знак «За отличную службу в МВД»
- Знак «Отличник милиции»

### Профессиональное обучение
Санкт-Петербургская специальная средняя школа милиции — старейшее из ныне действующих учебных заведений системы МВД, образована по Постановлению Первого съезда заведующих наружной охраной (советской милицией) города Петрограда, губерний и городов Союза коммун Северной области, проходившего 6-9 сентября 1918 года, как школа дружинников наружной охраны. Открытие школы состоялось 10 октября 1918 года в здании бывшего Пажеского корпуса по улице Садовой в доме 26.
Московская специальная средняя школа милиции (ранее — школа командного состава милиции) — старейшее учебное заведение по подготовке начальствующего состава милиции в системе Министерства внутренних дел Российской Федерации. История школы милиции началась ещё в 1918 году, именно тогда был проведён первый набор курсантов.
Первой школой профессиональной подготовки работников милиции в республиках Советского Союза стала Харьковская губернская школа милиции (ныне — Харьковский национальный университет внутренних дел МВД Украины), начавшая работу в столице Украинской ССР в июне 1921 года. 
В школу зачислялся младший командный состав милиции и после одно- двухмесячной учёбы курсанты направлялись на места постоянной службы. За три первых выпуска было подготовлено 150 сотрудников. За успешную работу по подготовке квалифицированных кадров курсанты были отмечены наградой — Красным знаменем губисполкома. По примеру Харьковской школы в губернских центрах начали создаваться такие же учебные заведения, а Харьковская школа в ноябре 1922 года была преобразована в республиканскую. Для учёбы в ней привлекался командный состав милиции.
Киевское училище профессиональной подготовки работников милиции ГУ МВД Украины, адрес: город Киев, шоссе Житомирское, 19 км.
Начальник полковник милиции Филенко С. И. В Киевском училище профессиональной подготовки работников милиции подготавливали инспекторов патрульной службы, участковых инспекторов, экспертов, спецподразделение «Беркут», инспекторов ГАИ. Срок обучения в Киевском училище составлял 5 месяцев.
Киевские высшие курсы МВД СССР (Школа милиции) — с 1985 по 1990 год, с 2002 года — Учебно-научный институт подготовки следователей и криминалистов Национальной академии внутренних дел Украины, с 2014 года — Учебно-научный институт № 2 Национальной академии внутренних дел Украины. Срок обучения — 2 года. Адрес: город Киев, улица Генерала Карбышева, 3.

### Технические средства и оборудование
В СССР, начиная с 1970-х годов, традиционно для оснащения автопарка милиции использовались машины «Москвич-412», «Волга» и «Жигули» (в том числе с моторами Ванкеля). В конце 1980-х годов были попытки использовать для этих целей Москвич-2141, но эти машины распространения не получили. В 1990—2000-е годы в милицию поступили автомобили иностранного производства, в том числе Ford, Audi, Toyota и другие. Закупаются машины различных классов и ценовых категорий: от ВАЗ-2106 до BMW 7-й серии.
В сельских районах основными милицейскими автомобилями из-за хорошей проходимости, неприхотливости и высокой ремонтопригодности остаются автомобили УАЗ: УАЗ-469 и УАЗ-452.
Сотрудники милиции вправе применять и использовать специальные средства и огнестрельное оружие в соответствии со статьями 12, 14, 15 и 16 закона РФ «О милиции». Среди спецсредств можно выделить наручники, резиновые палки, специальные химические вещества, аэрозоли и контейнеры для отстрела с газами слезоточивого и раздражающего действия, светошумовые гранаты, средства принудительной остановки транспорта и прочее.
На вооружении органов милиции состоят пистолеты ПМ, различные модификации автоматов системы Калашникова (АКМ, АК-74М, АКС-74У), пистолеты-пулемёты системы ПП-2000, «Кедр» (в основном используются в подразделениях ГИБДД). 9 октября 2008 года МВД России объявило о переходе с пистолета Макарова на пистолет Ярыгина в качестве штатного оружия. Однако ПЯ были вооружены только спецподразделения милиции, полный переход МВД с пистолетов Макарова так и не состоялся.

### Неофициальные названия милиционеров
После революции 1917 года борцов с преступностью стали именовать эпитетом «солдат правопорядка». В обиходной и преступной среде также получили распространение такие синонимы слова «милиционер», как: «милитон», «мент», «мусор», «легавый», «краснопёрый», «вертухай», «фараон», «коп».
Одновременно с этим среди простого народа ходит и такая поговорка о стражах правопорядка: «Моя милиция меня бережёт. Сначала посадит — потом стережёт» (иногда — с оттенком иронии).

## Общественное мнение
В ноябре 2005 года был проведён опрос общественного мнения. Согласно этому опросу, 32 % населения считает, что милиция справляется со своими обязанностями хорошо или удовлетворительно. 57 % считает, что плохо или очень плохо. Доля отрицательных оценок значительно снизилась в сравнении с 2002 годом. Оценивая причины, которые мешают милиции хорошо справляться со своими обязанностями, опрошенные чаще всего обращали внимание на отрицательные качества работающих в ней людей, в первую очередь — на преобладание в поведении работников милиции т. н. «корыстной» мотивации, а также на хамство, равнодушие и безответственность милиционеров. Также указывалось на плохое материальное положение сотрудников милиции, неудовлетворительную кадровую работу, в результате которой в милиции не хватает квалифицированных сотрудников, отсутствие дисциплины и порядка. 31 % опрошенных заявили, что в милицию идут люди алчные, ленивые, 11 % респондентов высказали мнение, что в милицию идут безработные.
Другой опрос, также проведённый в 2005 году, показал, что 51 % жителей России боялись милиции больше, чем преступников. В больших городах больше людей боялись милиции. Так, в Москве страх испытывали 61 % опрошенных.
По мнению некоторых экспертов по своему характеру работа милиции особенно подвержена влиянию коррупции. Коррупция в милиции нередко сочетается с коррупцией в политических кругах и политическим вмешательством в её деятельность. В наихудшем направлении коррупция может превратить милицию в преступную организацию «оборотней в погонах», подчинённую собственным правилам и действующую лишь ради личной выгоды.
В 2009 году фондом Общественное мнение был проведён опрос, в ходе которого было задано три вопроса:
1. На вопрос «Как вы относитесь к милиции — положительно или отрицательно?» 46 % опрашиваемых ответили положительно, 38 % ответили «отрицательно» и 16 % затруднились ответить.
2. На вопрос «Как за последние год-два изменилось ваше отношение к милиции?» 15 % ответили, что улучшилось, 5 % — что ухудшилось, 72 % — что не изменилось и 8 % затруднились ответить.
3. На вопрос «За последние год-два вам приходилось иметь дело с милицией? Если да, то какое впечатление у вас осталось?» 25 % охарактеризовали впечатления как положительные, 17 % — как отрицательные, а 58 % ответили, что им не приходилось иметь дело с милицией.
Больше всего милицией недовольна молодёжь и те, кто столкнулся с нарушением прав человека в милиции. Проведённый Федеральным Агентством по Статистике опрос показал, что 64 % респондентов в возрасте до 18 лет считает действия по отношению к ним необоснованными, 21 % респондентов считает, что любые попытки стражей порядка в преследовании и задержании подростков направлены на благие действия и всегда обоснованны, 10 % затруднились ответить, 5 % выбрали ответ «Другое мнение».

## Реформа и ликвидация
В 2008—2009 гг. были осуществлены мероприятия, направленные на ограничение полномочий милиции в сфере контроля над экономической сферой, а также были введены ограничения для привлечения к уголовной ответственности за преступления в сфере налогов и сборов.
Первые шаги к реформе были сделаны в конце 2009 года, когда после ряда громких преступлений, совершённых милиционерами, к теме о необходимости изменений было привлечено значительное общественное внимание. 24 декабря 2009 года президент РФ подписал Указ «О мерах по совершенствованию деятельности органов внутренних дел Российской Федерации», предусматривающий в том числе:
- сокращение до 1 января 2012 численности МВД на 20 %,
- предписывающий Правительству РФ рассмотреть вопрос об увеличении ассигнований для выплаты вознаграждения сотрудникам милиции, представить предложения по реформированию системы денежных выплат, оптимизировать количество профильных образовательных учреждений и др.,
- предписывающий министру внутренних дел РФ пересмотреть порядок отбора кандидатов для службы с учётом их морально-этических качеств и повышения профессионализма, исключить дублирование функций органов внутренних дел и др.

1 марта 2011 года милиция в Российской Федерации официально прекратила своё существование (появилась полиция), а с 1 января 2012 года вся символика милиции стала недействительной.

## В искусстве

### Стихи
- Александр Блок, «Двенадцать»
- Сергей Михалков, «Дядя Стёпа»
- Р. Рождественский, «Человеку в милицейской форме…»
- В. Маяковский, «Стоящим на посту»[71]
- В спектакле «Двенадцать Месяцев» по С. Я. Маршаку милиционер спасает от волка Настю, когда девушку мачеха отправила в лес в новогоднюю ночь за подснежниками для мистера Твистера из Америки.

### Песни
- Сектор Газа — «Мент»[72]
- А. Горохов, М. Минков — «Наша служба и опасна, и трудна»[73]
- Вася Обломов — «Кто хочет стать милиционером?»[74]
- Владимир Высоцкий — «Побудьте день вы в милицейской шкуре…»[75]
- Коррозия Металла — «F.M.»
- Коррозия Металла — «ACAB»
- Васютин Олег — «Милицейские будни»

### Книги
- Роман Ивана Лазутина «Сержант милиции» (1958).
- Роман Аркадия и Георгия Вайнеров «Эра милосердия» (1975).
- Цикл стихов Сергея Михалкова «Дядя Стёпа» (1935-81).
- Цикл романов Николая Ивановича Леонова про полковника Гурова (1975-98).
- Детективы Александры Марининой (1991-наст.вр.).
- Детективы и романы Андрея Кивинова (1994-наст.вр.).
- Цикл романов Андрея Олеговича Белянина про лейтенанта Ивашова.
- Современная проза Виктора Наговицына «Милицейские истории» (2022).

### Памятники

Памятник пензенским милиционерам

- Памятник пензенским милиционерам в Пензе.
- В Днепропетровске и Одессе существует Мемориал памяти погибшим защитникам правопорядка.
- В Белгороде на перекрёстке улицы Губкина и проспекта Ватутина стоит памятник милиционеру Павлу Гречихину.
- В городе Пушкино Московской области стоит памятник милиционеру Домбровскому на Писаревской улице.

### Музеи
- Музей милиции

### Кино и телевидение
- Фильмы о милиционерах

#### Кинофильмы
- «Петровка, 38»
- «Огарёва, 6»
- «Инспектор ГАИ»
- «Ларец Марии Медичи»
- «Сыщик»
- «Улица полна неожиданностей»
- «Ко мне, Мухтар!» (Юрий Никулин в роли Глазычева)
- «Возвращение «Святого Луки»»
- «Бриллиантовая рука»
- «Внимание! Всем постам…»
- «Языческая мадонна» (Венгрия) — о венгерской милиции;
- «Без паники, майор Кардош!» (Венгрия) — чрезвычайно весёлый фильм о венгерской милиции;
- «Деревенский детектив» (Михаил Жаров в роли участкового Анискина)
- «Анискин и Фантомас»
- «И снова Анискин»
- «Самый последний день» (Михаил Ульянов в роли лейтенанта милиции Ковалёва)
- «Это случилось в милиции»
- «Убийство на Ждановской»
- «Гений»
- «Чувствительный милиционер»
- «Кремень» (фильм, 2007)

#### Телефильмы
- «Место встречи изменить нельзя» (Владимир Высоцкий в роли начальника отдела по борьбе с бандитизмом уголовного розыска Жеглова)
- «Рождённая революцией»
- «Гонки по вертикали»
- «Сержант милиции»
- «Профессия — следователь» (Георгий Бурков в роли следователя Бориса Ивановича Антонова)
- «На углу, у Патриарших»

#### Телевизионные сериалы
| - «Брат за брата» - «Следствие ведут знатоки» - «Противостояние» (О. Басилашвили в роли милиционера) - «Убойная сила» - «Литейный 4» - «Улицы разбитых фонарей» («Менты», «Менты 2») - «Бандитский Петербург» - «Каменская», «Каменская 2», «Каменская 3», «Каменская 4», «Каменская 5», «Каменская 6» - «Возвращение Мухтара», «Возвращение Мухтара 2» - «След» | - «Чёрные кошки» - «Марьина роща» - «Гаишники» - «Участок» - «Участковая» - «Участковый» - «Ментовские войны» - «Мужчины не плачут», «Мужчины не плачут 2» - «Глухарь», «Глухарь 2», «Глухарь 3» - «Марш Турецкого» - «Возвращение Турецкого» - «Дело было в Гавриловке» - «Королевство кривых» | - «Журов» - «Потерявшие солнце» - «Стикс» - «Опера» - «Тайны следствия» - «Ледниковый период» - «Мент в законе», «Мент в законе 2», «Мент в законе 3» - «Ликвидация» - «Легавый» - «Оперативная разработка» - «Пятницкий», «Пятницкий 2» - «ГИБДД и Т.П.» - «Дикий», «Дикий 2», «Дикий 3» - «Бешеная» | - «Дорожный патруль» - «Чужой район» - «Картина мелом (Украина)» - «Кремень» (2012) - «Отряд» - «Кодекс молчания (На тёмной стороне Луны)» (телесериал) - «Карпов» (телесериал; сезоны: 1-й — 2012, 2-й — 2013, 3-й — 2014) - «Обратная сторона Луны» (телесериал; сезон 1-й — 2012, сезон 2-й — 2016) - «Милиционер с Рублёвки» (телесериал; сезон 1-й — 2021) - «Пёс» (телесериал; сезоны 1-й — 6-й, годы выпуска — 2015—2021) |

## Автомобили советской милиции
Наиболее распространёнными автомобилями советской милиции были:

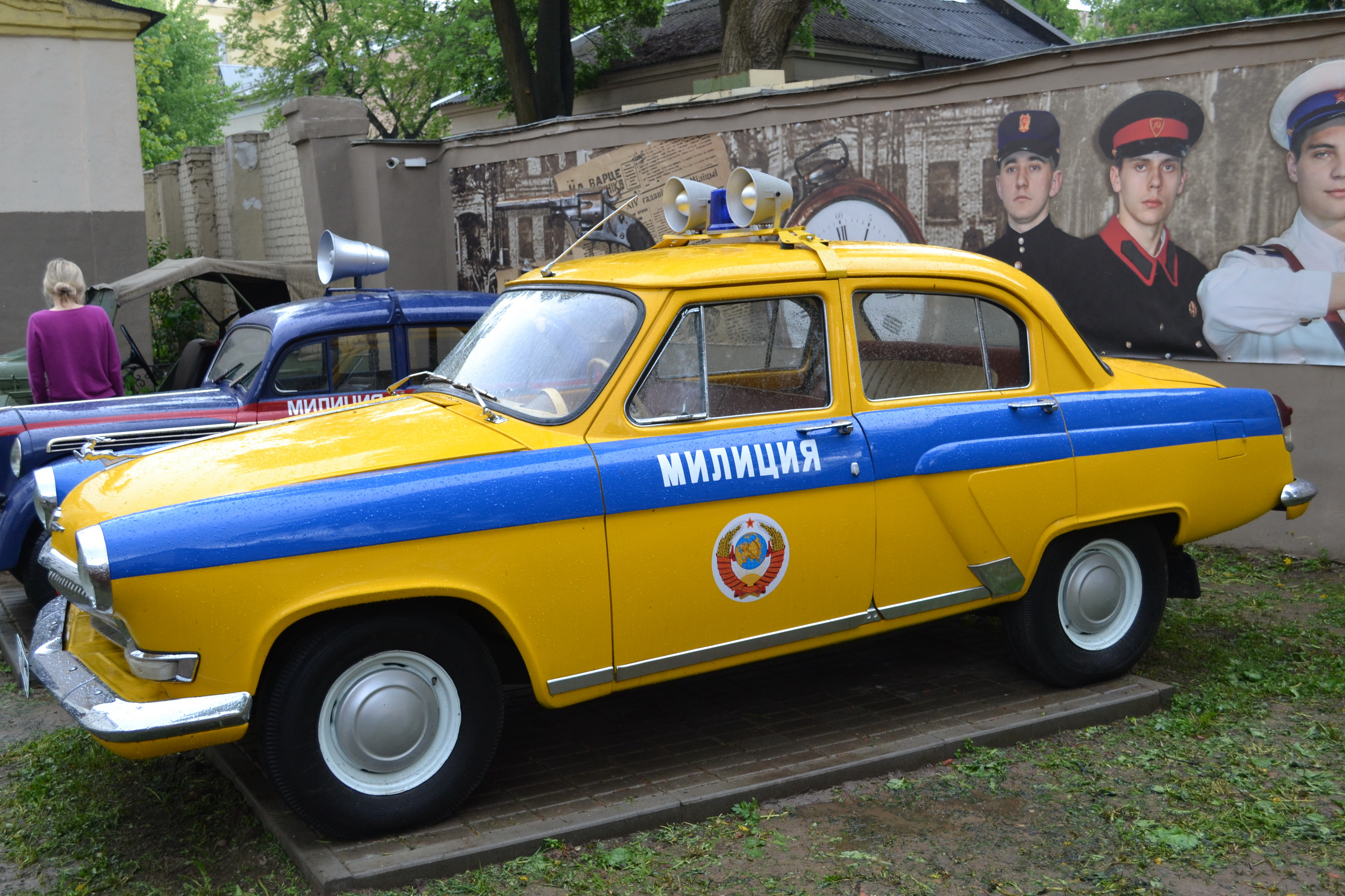
Восстановленный автомобиль милиции ГАЗ-21 "Волга" в Минске 2014 г.
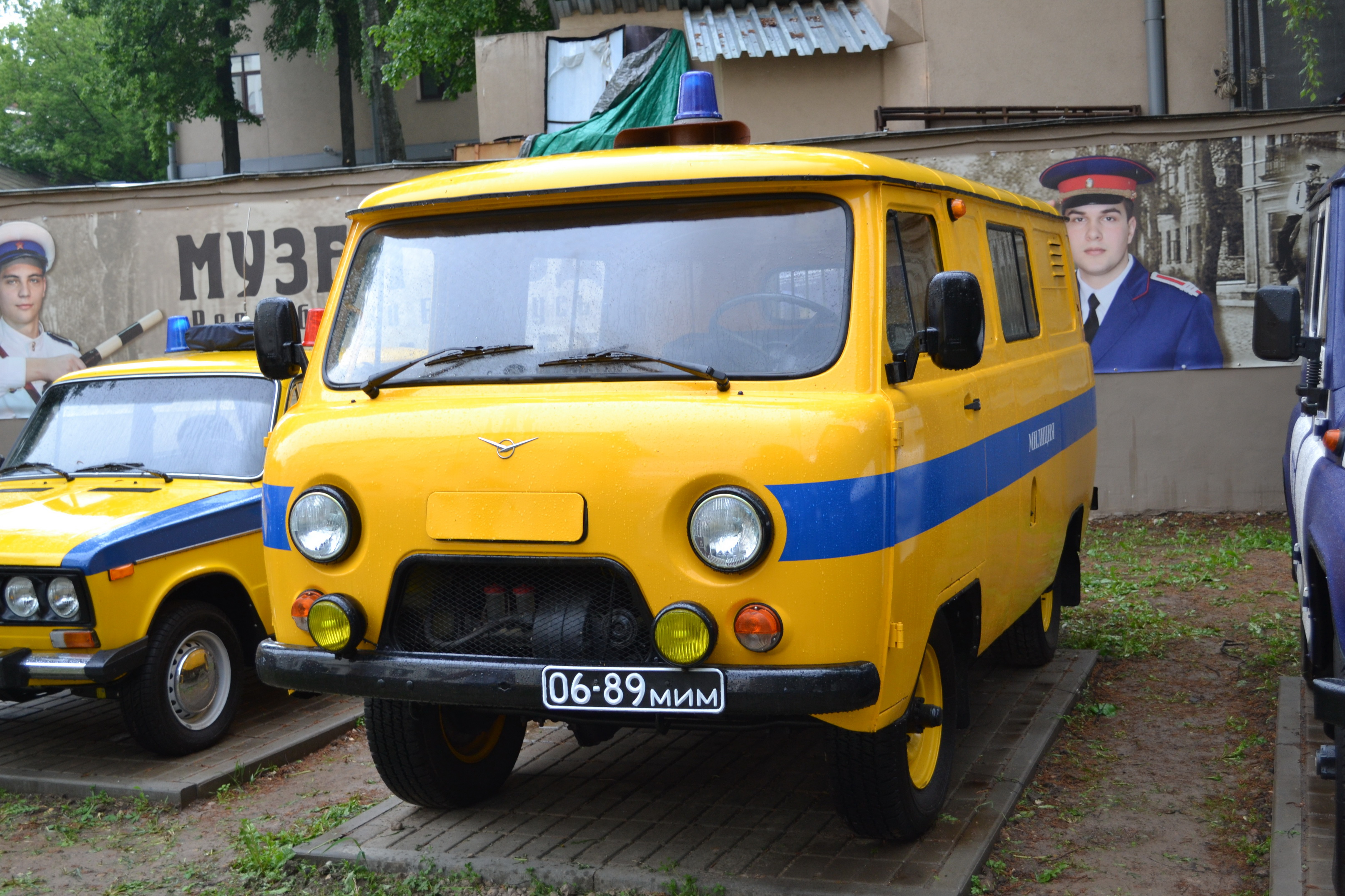
Восстановленный фургон милиции УАЗ-452 в Минске 2014 г.
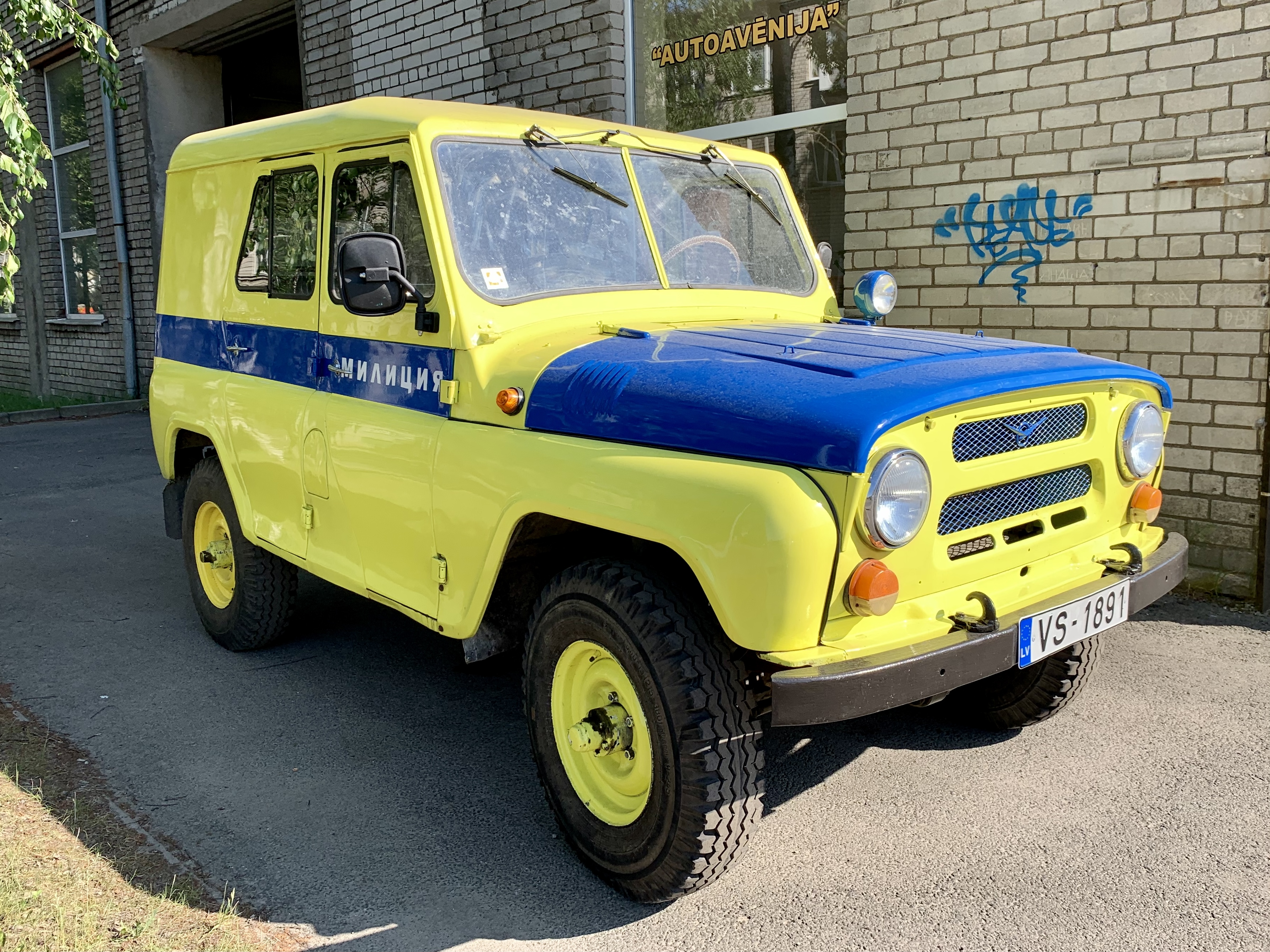
Восстановленный автомобиль милиции УАЗ-469АП в Риге 2021 г.
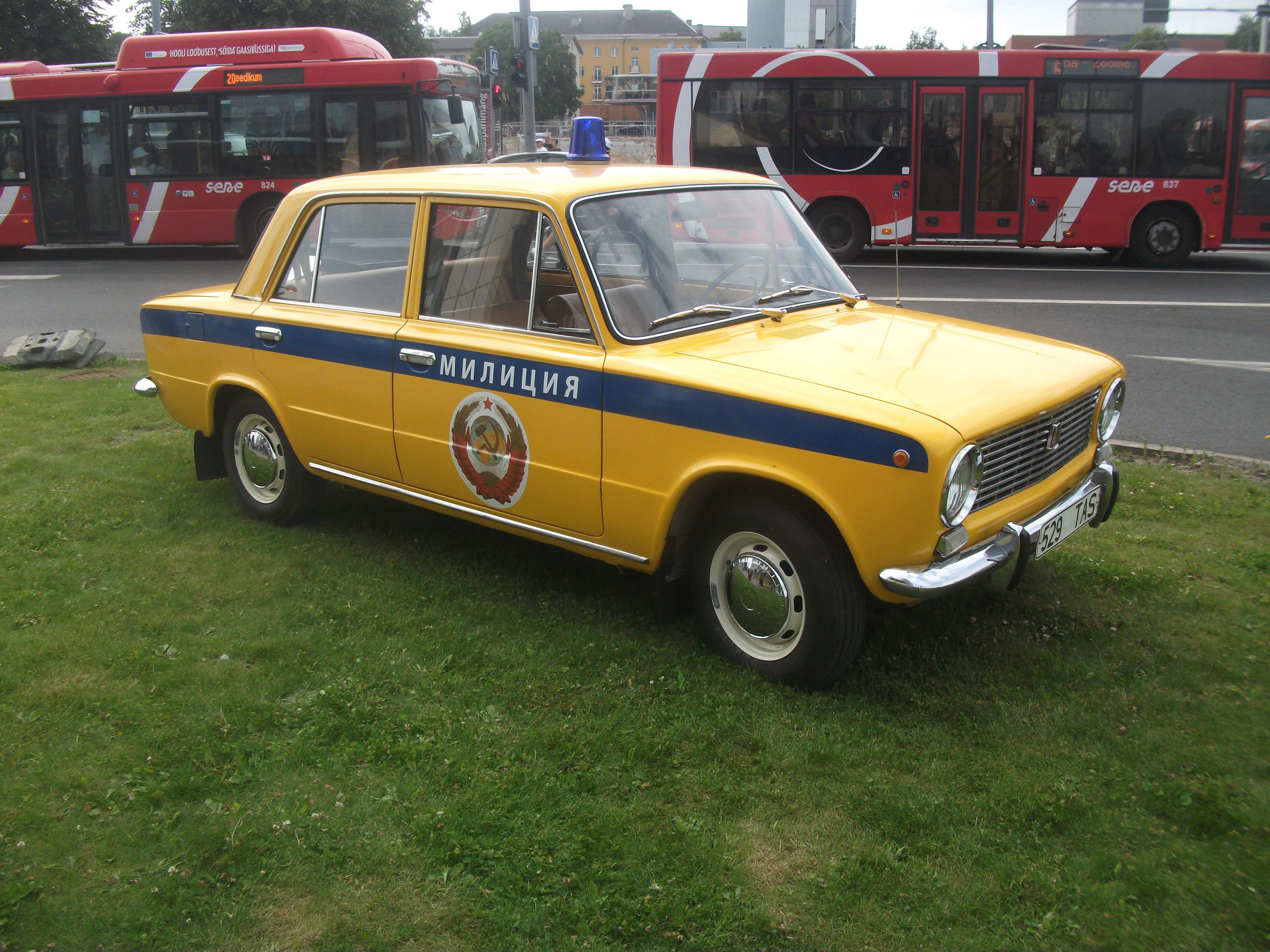
Восстановленный автомобиль милиции ВАЗ-2101 "Жигули" в Тарту 2014 г.
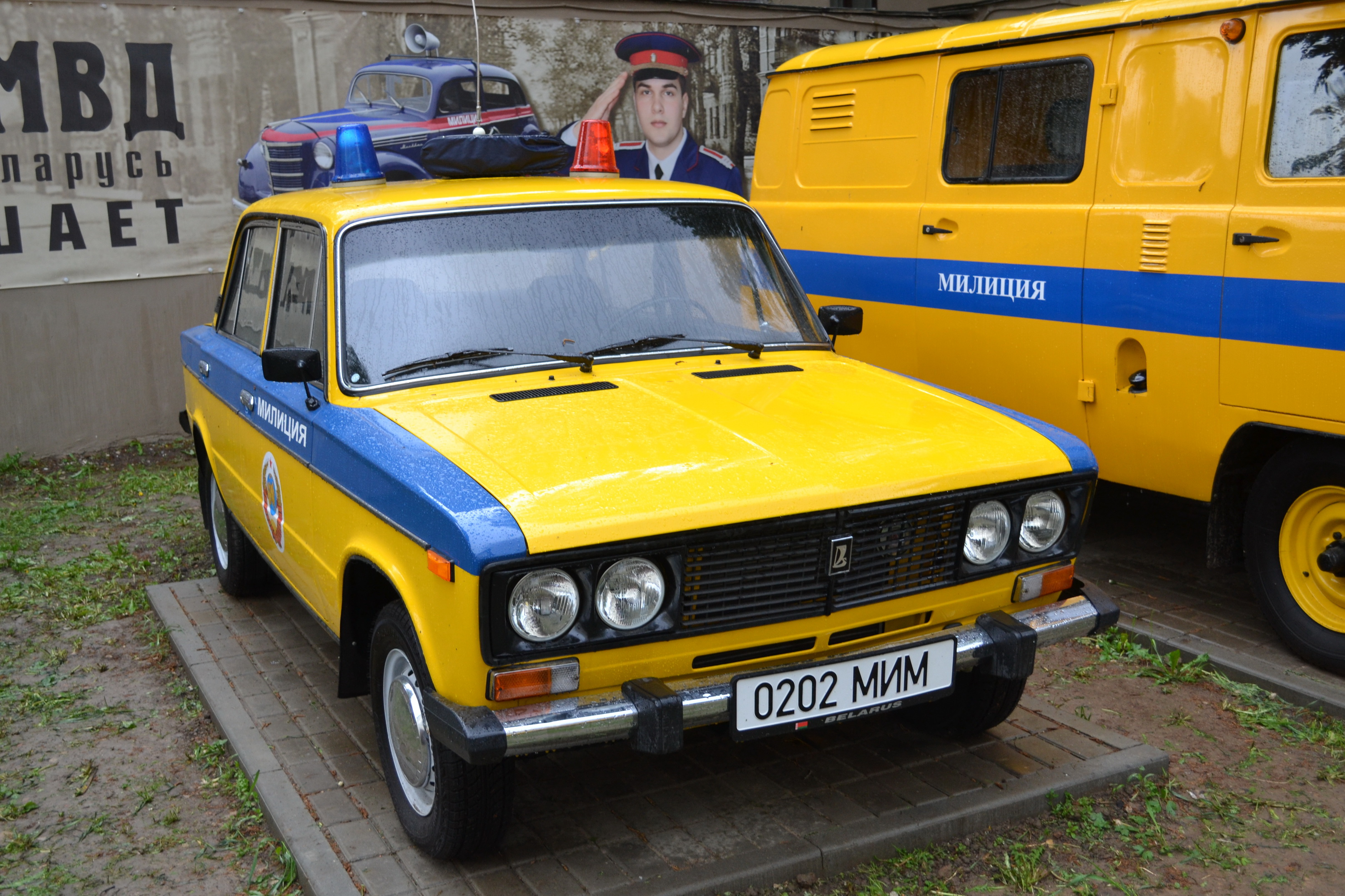
Восстановленный автомобиль милиции ВАЗ-2106 "Жигули" в Минске 2014 г.
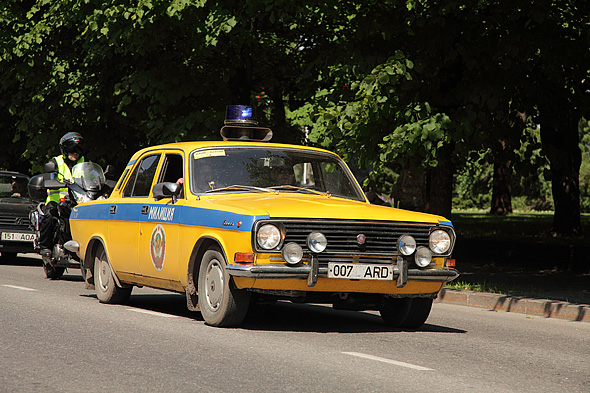
Милицейский автомобиль ГАЗ-24-10 "Волга"